# Burg an der Wupper

Gemarkung Burg im Südosten des Stadtgebiets

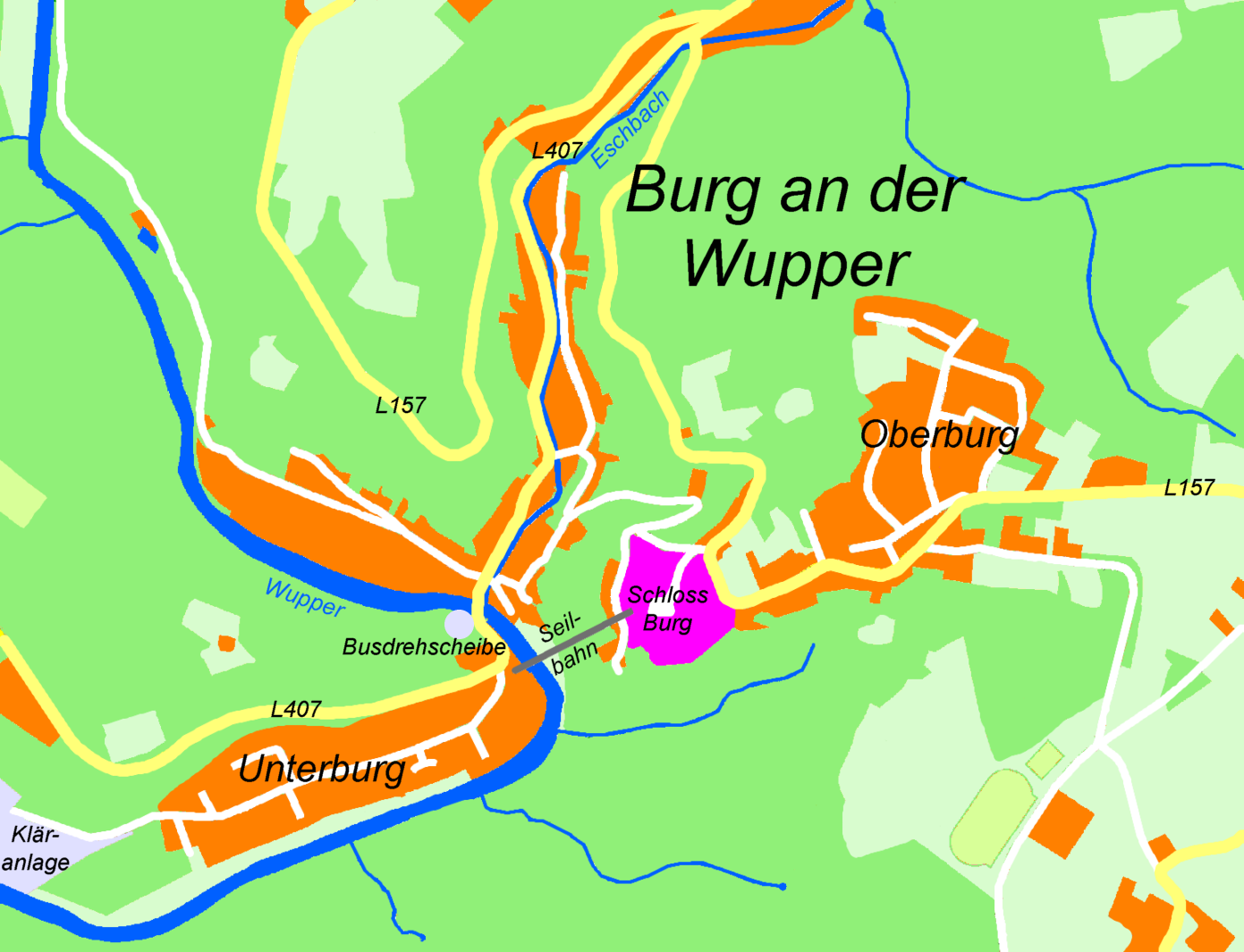
Ortsteile von Burg

Burg an der Wupper (abgekürzt Burg) ist ein Stadtteil der bergischen Großstadt Solingen und bildet zusammen mit dem Stadtteil Höhscheid den Stadtbezirk Burg/Höhscheid. Bis zur Gebietsreform von 1975 war Burg mit zuletzt rund 2000 Einwohnern eine der kleinsten Städte in Nordrhein-Westfalen.
Der Stadtteil besteht aus den beiden Ortsteilen Ober- und Unterburg. In Oberburg befindet sich die im 12. Jahrhundert erbaute bergische Herzogsresidenz Schloss Burg, die im Dreißigjährigen Krieg zu großen Teilen zerstört und zwischen 1890 und 1914 historisierend wiederaufgebaut wurde. Seither bildet sie die größte wiederhergestellte Burganlage Nordrhein-Westfalens.
Unterburg ist vor allem für seine geschlossene Bebauung mit Jahrhunderte alten Fachwerkhäusern bekannt. Des Weiteren gibt es dort neben der Obus-Drehscheibe auch die vorrangig touristisch frequentierte Seilbahn Burg, die beide Ortsteile miteinander verbindet.

## Geographie
Der Stadtteil Burg befindet sich im Nordwesten der Bergischen Hochflächen, am Übergang des Solinger Höhenrückens zum Remscheider Bergland, der durch das westliche Wupperengtal gebildet wird. Der Ortsteil Unterburg liegt an der Mündung des Eschbachs in die Wupper auf 98 bis 105 Metern über Normalhöhennull, Oberburg mit dem Schloss befindet sich auf einem Höhenzug etwa 100 Meter oberhalb der Wupper auf rund 180 bis 200 Metern über Normalhöhennull.:1f.
Burg liegt etwa sechs Kilometer Luftlinie südöstlich der Innenstadt von Solingen, sechs Kilometer südwestlich von Remscheid sowie fünf Kilometer westlich von Wermelskirchen im Bergischen Land.

## Geschichte

### Frühgeschichte

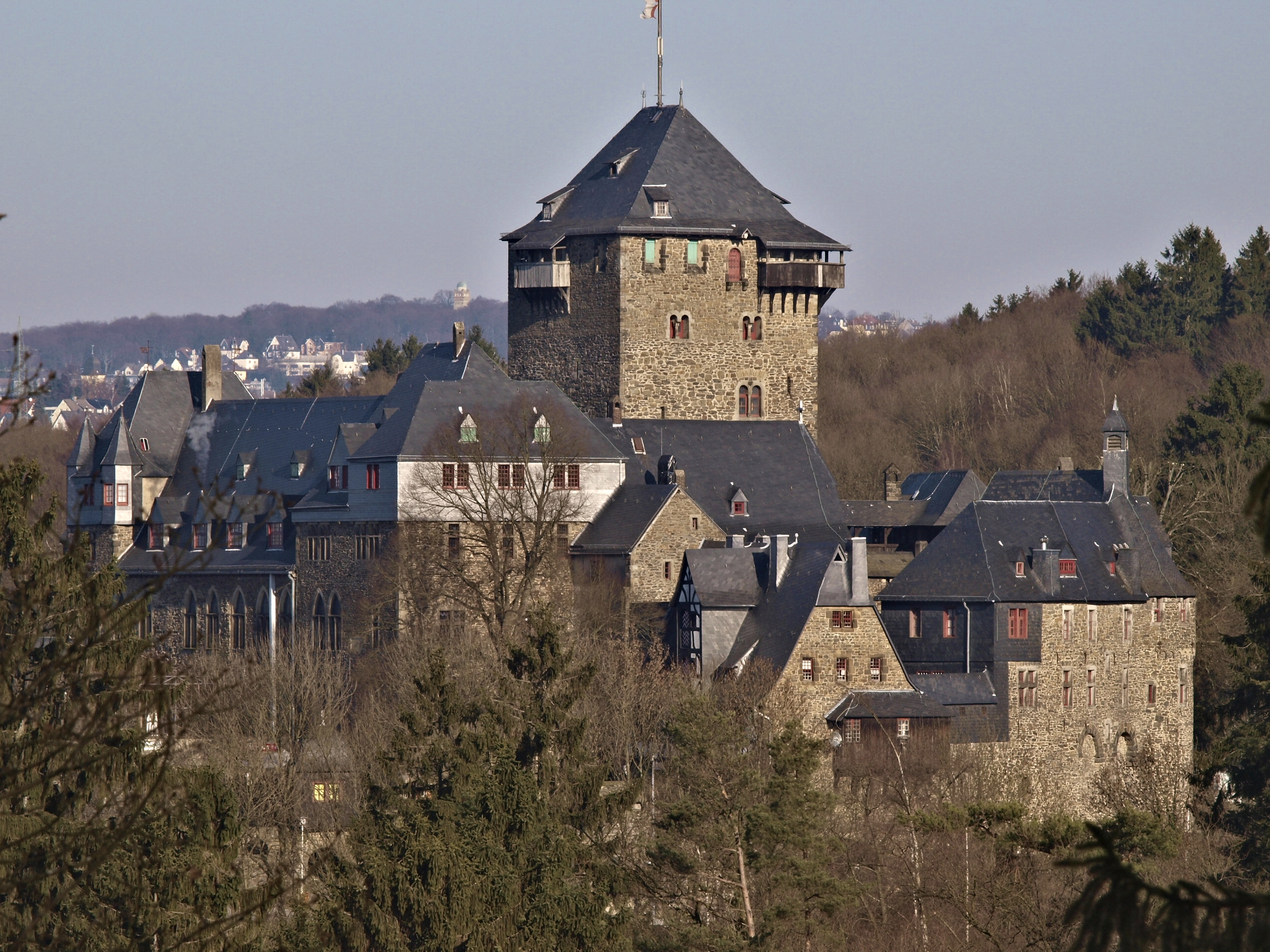
Schloss Burg

Das Bergische Land blieb aufgrund seiner dichten Wälder und seiner mitunter anspruchsvollen Topografie lange Zeit unbesiedelt, die Römer drangen seinerzeit nur bis Köln vor. Erst ab dem 7. Jahrhundert breiteten sich die Menschen auch in die schwieriger urbar zu machenden Gebiete jenseits des Rheins aus. Mit ihrer Ansiedelung gingen erste Klostergründungen einher und das Gebiet wurde nach und nach christianisiert.
Um die erste Jahrtausendwende gelangten in der Region die Herren von Berg zu einigem Wohlstand. Der spätere erste Graf von Berg war Adolf, der im Jahre 1056 als Vogt des Stiftes Gerresheim erwähnt wird. Sein Sohn, Adolf II. von Berg, der um das Jahr 1100 geboren wurde, regierte von 1115 bis 1160. Unter diesem wurde der alte Stammsitz der Grafen von Berg, die Burg Berge im Oberbergischen Land, im Jahre 1133 aufgegeben und den Zisterziensern überlassen. Die Herrscherfamilie zog in das weiter nördlich gelegene, neu errichtete Novo Monto:1, das heutige Schloss Burg, auf einer Anhöhe über einem Engtal der Wupper. Die Position des Schlosses im dicht bewaldeten Gebiet, hoch oben auf einem Felsen, wurde aus strategischen Gründen gewählt.

### Siedlungsursprünge

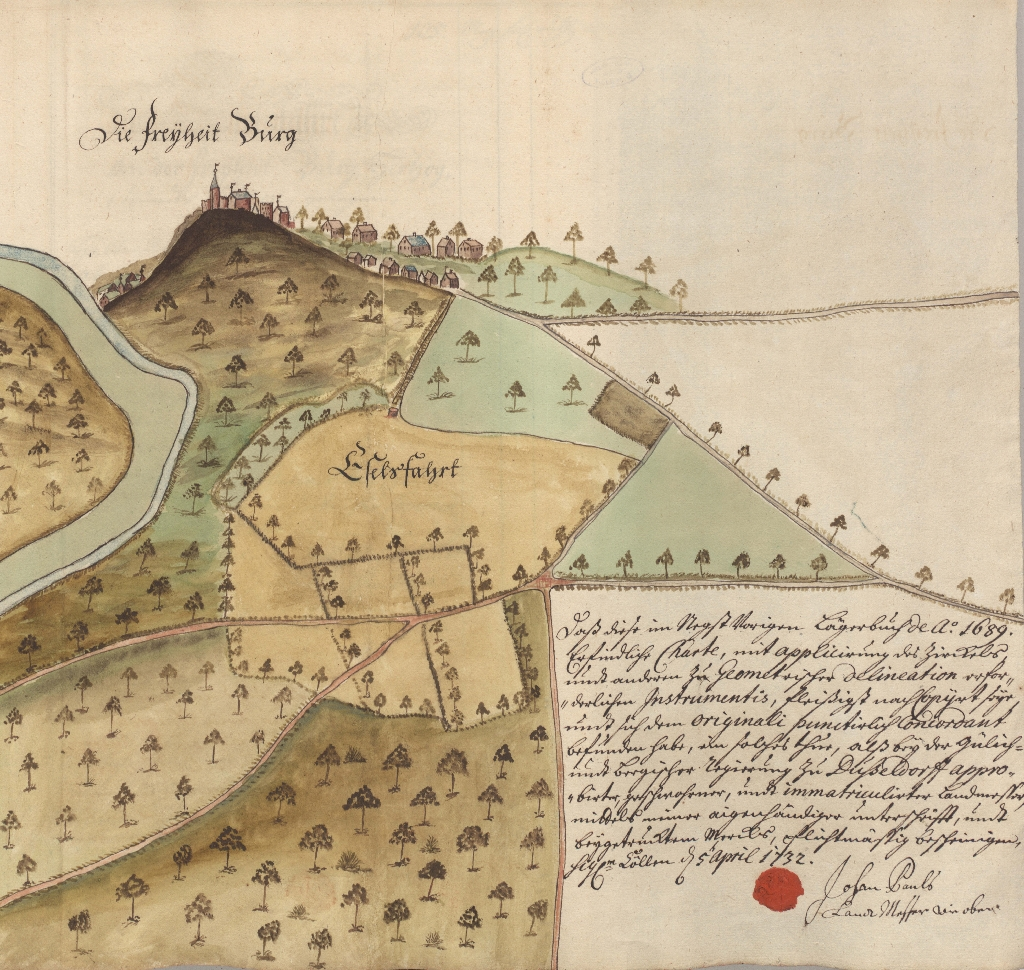
Historische Abbildung der Freiheit Burg

Die Errichtung der Burg gilt als Ausgangspunkt der Siedlung Burg, die von ihr auch ihren Namen hat.:1f. Die Ursprünge der Besiedelung des Ortes werden auf das ausgehende 12. Jahrhundert geschätzt. Im Jahre 1170 gründete Graf Engelbert I. eine Kommende der Johanniter innerhalb des Schlosses. Noch vor 1200 wurde eine erste Kirche errichtet. Unter Graf Engelbert II. erfolgten zwischen 1218 und 1225 der Ausbau des Schlosses und der Bau der äußeren Burgmauer. Bereits im 13. Jahrhundert gab es eine herzogliche Kornmühle außerhalb des Schlosses.
Für das Jahr 1350 ist die Besiedelung am Steinweg nachweisbar, so dass die Burgmauern schon früh nicht mehr die Begrenzung des Ortes darstellen konnten. Burg bildete als Freiheit im Herzogtum Berg bereits eine eigene Verwaltung, der Ort Burg als Freiheit wurde erstmals 1363 urkundlich erwähnt. Die Grafen von Berg verlegten ihren Regierungssitz im 14. Jahrhundert nach Düsseldorf. Trotz der Verlegung nutzte die Herrscherfamilie das Schloss weiterhin häufig im 15. Jahrhundert und seltener im 16. Jahrhundert.:2

### 15. bis 18. Jahrhundert
Infolge der Verlegung gab das Gefolge der Grafen von Berg am Ende des 14. Jahrhunderts und im 15. Jahrhundert seine Burglehen auf. Am Ende des 15. Jahrhunderts waren das Gebiet bis zur äußeren Burgmauer sowie Teile des heutigen Oberburgs an der Wermelskirchener Straße dünn besiedelt. Außerdem war die heutige Schlossbergstraße zu dieser Zeit bereits beiderseits locker bebaut. Die Besiedelung der Eschbachmündung und des Wupperübergangs im heutigen Unterburg fiel ebenfalls in diese Zeit. Die Siedlung dehnte sich danach kontinuierlich den Eschbach aufwärts aus.:2
Seit der 2. Hälfte des 15. Jahrhunderts sind in Burg praktizierte Gewerbe nachweisbar, darunter bereits das Tuchmachergewerbe als über die Jahrhunderte bedeutsamstes. Vor allem die Deckenmacher machten eine große Zahl aus. Auch der Fischerei an Wupper und Eschbach wurde nachgegangen.:10ff.
Im Jahre 1530 und 1535 wurden das Schloss und die Kellnerei verpfändet, im 16. und 17. Jahrhundert fungierte die Burg als Sitz des Amtmanns und Kellners. Im Dreißigjährigen Krieg war die Burg wechselnden Besatzungen unterworfen, bis sie und einige Nebengebäude schließlich im Jahre 1648 zerstört wurden. Es blieb jedoch bis 1807 Sitz des Kellners und Richters von Burg. Für die 2. Hälfte des 16. Jahrhunderts ist die Bebauung der heutigen Müngstener Straße belegt, die Wasserkraft des Eschbach wurde ab der Mitte des 17. Jahrhunderts genutzt. Die gewerbliche Nutzung erfolgte durch Schleifkotten und Hammerwerke am Eschbach von der Mündung bis zum Kellershammer sowie am Wupperufer flussabwärts bis zur heutigen Kläranlage.:2

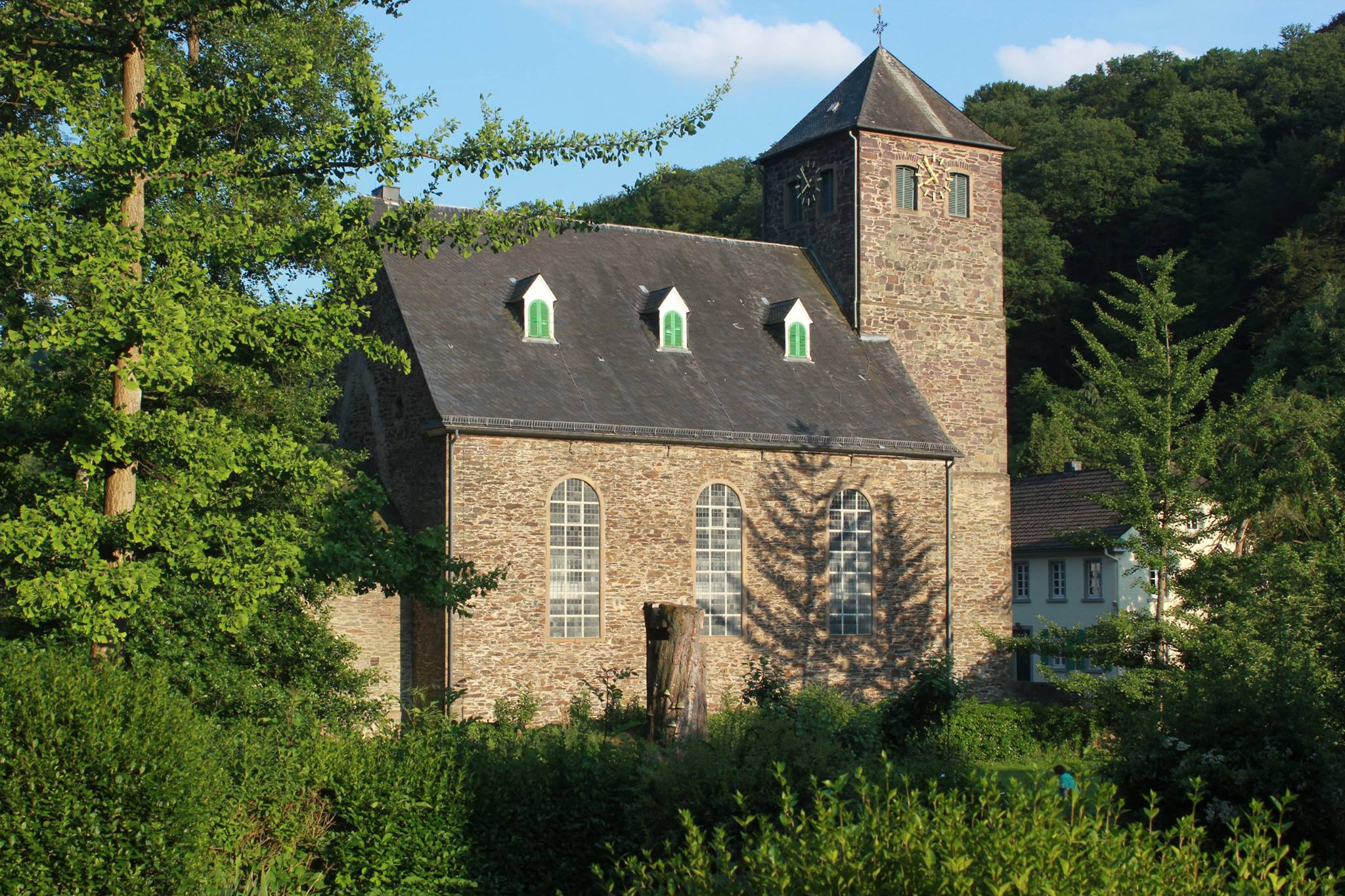
Evangelische Kirche in Unterburg

Die Burger legten bereits früh Wert darauf, in der Oberburger Pfarrkirche St. Martinus die Religion ihrer Wahl praktizieren zu dürfen. Im Jahre 1553 konvertierte fast die gesamte Gemeinde zum lutherischen Glauben. Später nutzten Lutheraner und Katholiken das Gotteshaus abwechselnd. Über den Besitz an der Kirche wurde lange Jahre gestritten. Im 17. Jahrhundert spalteten sich die Lutheraner durch eine Gegenreformation in zwei Lager, wodurch der Streit noch beflügelt wurde. Durch die Zerstörung von St. Martinus im Dreißigjährigen Krieg kamen die Lutheraner zunächst in einem Wohnhaus an der heutigen Müngstener Straße unter, ehe sie zwischen 1732 und 1735 aus den Überresten der zerstörten Burg dort auch ihre erste eigene Kirche errichteten. Dieser Vorgang führte zur konfessionellen Spaltung des Ortes in das lutherische Unter- und das katholische Oberburg. Den Bau eines Turmes mit Glocken verhinderten die Katholiken zunächst, erst rund 50 Jahre später konnte der Kirchturm mit kurfürstlicher Erlaubnis gebaut werden. Im Jahre 1653 wurden bei einem Stadtbrand in Unterburg 30 Häuser zerstört.:3 1740 bestand der gesamte Ort aus 200 alten Gebäuden. In der ersten Hälfte des 18. Jahrhunderts fanden im Schloss Instandsetzungsarbeiten statt. Im 18. und zu Beginn des 19. Jahrhunderts stagnierte die Wirtschaft im Ort.:2

### 19. Jahrhundert
Im Jahre 1808 wurden erneut acht Häuser in Unterburg durch einen Stadtbrand zerstört. Der Ausbau der Straßen in Burg sowie die erste Poststation fielen in die 1. Hälfte des 19. Jahrhunderts, die sogenannte Chaussee Burg–Solingen etwa, die heutige Burger Landstraße, wurde zwischen 1824 und 1825 gebaut. Eine Hausnummerierung wurde 1836 eingeführt.:2f.
Am 24. April 1806 gründeten die Franzosen nach ihrer Besetzung des Rheinlandes das Großherzogtum Berg, dem auch Burg angehörte. Neben der Modernisierung der Verwaltung brachte dies die Einteilung der Gebiete in Munizipalitäten (ab 1808 Mairies genannt) mit sich. Am 25. Oktober 1808 beantragte Burg, eine eigene Mairie bilden zu dürfen und damit nicht Wermelskirchen zugeordnet zu werden. Trotz der dazu eigentlich vorgeschriebenen Mindestzahl von 1500 Einwohnern – Burg hatte nur 1245 Einwohner – wurde dem Antrag dank eines positiven Gutachtens des Solinger Amtsverwalters Krey am 19. Dezember 1808 stattgegeben. Burg gehörte nun als eigene Mairie zum Kanton Wermelskirchen im Arrondissement Elberfeld. Nach dem Rückzug Frankreichs im Jahre 1813 übernahm Preußen die Verwaltung des Großherzogtums. Aus der Mairie Burg wurde 1816 die Bürgermeisterei Burg, die dem Landkreis Solingen zugeordnet wurde. Am 30. Oktober 1819 wurde Burg dem aus dem Kanton Wermelskirchen hervorgegangenen Kreis Lennep zugeordnet.
Im 19. Jahrhundert waren im Schloss zeitgleich die Schule, eine Deckenfabrik und eine Wollspinnerei untergebracht. 1849 wurden Teile des Daches der Burg für den Bau des Landgerichts in Elberfeld verwendet. Am 18. August 1856 erhielt die Bürgermeisterei Burg nach der Rheinischen Städteordnung die Stadtrechte und wurde in diesem Zusammenhang in Burg an der Wupper umbenannt. Im Jahr 1850 und 1864 umfasste die Stadt Burg neben Unter- und Oberburg mit 1680 Einwohnern die folgenden Wohnplätze::1
| - Angerscheid mit 13 Einwohnern - Burgerhöh mit 9 Einwohnern - Burgthal mit 36 Einwohnern - Kellershammer mit 13 Einwohnern | - Wüsthoffs- oder Lindenbergshammer mit 8 Einwohnern - Neuenhof mit 5 Einwohnern - Neufabrick mit 17 Einwohnern - Schwarzwaagerkotten (1864 abgebrannt) |

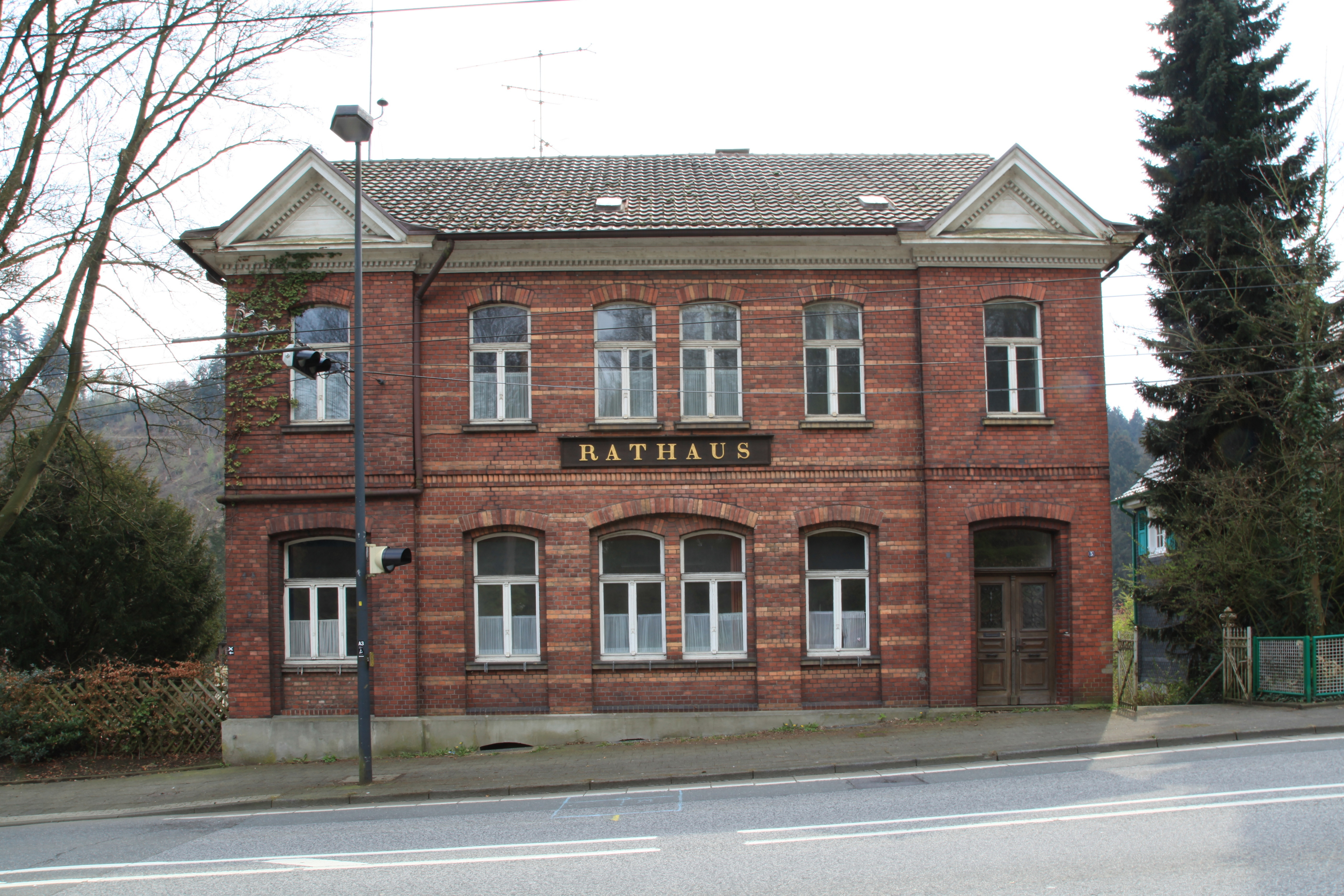
Das 1889 erbaute Rathaus

1887 gründete sich der Verein zur Erhaltung der Schloßruine zu Burg an der Wupper, der seit 1897 Schlossbauverein Burg an der Wupper heißt, mit der Zielsetzung, die Schlossruine wieder aufzubauen. 1889 wurde das Burger Rathaus an der Solinger Straße erbaut, einem Gebiet, das bis dato lediglich als Garten- und Weideland benutzt wurde. Im Jahre 1890 wurde im Eschbachtal die erste Schmalspurbahn in Betrieb genommen (Wermelskirchener-Burger Eisenbahn), die nach wenigen Jahren elektrifiziert wurde. Es handelt sich dabei um die Strecke Burg–Burgtal–Kellershammer–Talsperre.:1ff.

### 20. Jahrhundert bis heute

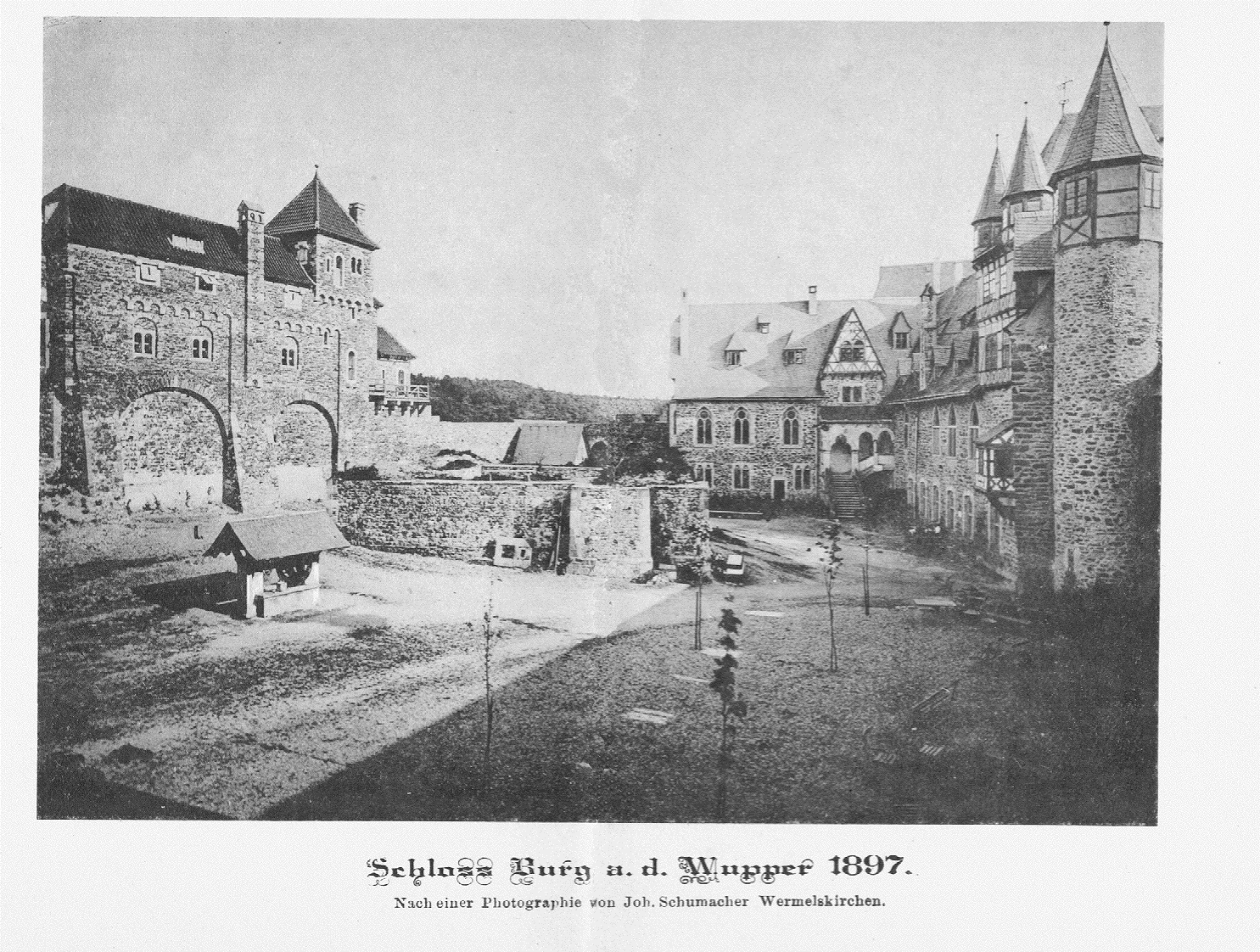
Schloss Burg während des Wiederaufbaus (1897)

Zwischen 1887 und 1914 erfolgte der historisierende Wiederaufbau von Schloss Burg nach Plänen des Architekten Gerhard August Fischer. 1920 brannte das Schloss, der erneute Wiederaufbau erfolgte zwischen 1922 und 1927. Nachdem Preußen das Schloss im Jahre 1897 dem Kreis Lennep übertragen hatte, ging es nach dessen Auflösung zu 48 Prozent in den Besitz des 1929 an seiner Stelle gegründeten Rhein-Wupper-Kreises über, zu dem die Stadt Burg nunmehr gehörte. Die restlichen 52 Prozent verteilten sich auf die Stadt Remscheid mit 31 Prozent und die Stadt Wuppertal mit 21 Prozent. Im Jahre 1975 übernahm die Stadt Solingen die Anteile des aufgelösten Rhein-Wupper-Kreises.:2
Im Jahre 1908 fuhr die erste Straßenbahn zwischen Burg und der Krahenhöhe. Die Straßenbahn Burg–Kellershammer–Tyrol–Ehringhausen verkehrte ab 1925.
Im Zweiten Weltkrieg wurden in Burg 18 Gebäude komplett zerstört und 34 schwer beschädigt. In der Nachkriegszeit avancierte Burg an der Wupper zu einem bedeutenden Tourismusziel; die Burganlage selbst, wie auch die zahlreichen Cafés, Restaurants und Hotels in der Fachwerk- und Schieferkulisse des Ortes lockten viele Besucher an. Dieser Boom fand in den 1950er und 1960er Jahren seinen Höhepunkt.
Nach dem Jahr 1945 erfolgte die Bebauung beiderseits der Hasencleverstraße bis zur Kläranlage in Unterburg sowie in dem Gebiet um die Jugendherberge in Oberburg. Im Jahre 1968 gab es in Burg 340 Gebäude, davon entstammten 170 der Zeit vor 1900, 36 wurden zwischen 1901 und 1948 erbaut und 134 danach.:3 Im Jahre 1970 bestand die Stadt Burg aus folgenden Wohnplätzen::1
| - Burgerhöhe mit 6 Einwohnern - Burgtal (Solingen) mit 23 Einwohnern - Kellershammer mit 30 Einwohnern | - Neuwerk mit 24 Einwohnern - Oberburg mit 623 Einwohnern - Unterburg mit 1349 Einwohnern |

Die Stadt Burg zählte so mit insgesamt 2055 Einwohnern zu den kleinsten Städten des Landes.:9 Die Landesregierung in Nordrhein-Westfalen verfolgte bereits seit Mitte der 1960er Jahre das Ziel, in Form einer groß angelegten Gebietsreform die Städte und Gemeinden zu größeren und damit leistungsfähigeren Kommunen zusammenzuschließen. Der Teilbereich Mönchengladbach-Düsseldorf-Wuppertal bildete im Jahre 1974 den Abschluss der Reformen des 2. Neugliederungsprogramms innerhalb der nordrhein-westfälischen Gebietsreform. Der Rhein-Wupper-Kreis stand zur Disposition: Die anliegenden Großstädte Leverkusen, Düsseldorf, Remscheid und Solingen ließen Gebietsansprüche zulasten des Kreises laut werden. Auch Burg konnte unter diesen Umständen seine Eigenständigkeit nicht bewahren. Zum 1. Januar 1975 wurde die Stadt Burg nach dem sogenannten Düsseldorf-Gesetz zusammen mit dem vormals zu Wermelskirchen gehörenden Höhrath und der Ortslage Strohn nach Solingen eingemeindet. Infolge der Eingemeindung wurden folgende Straßen in Burg aufgrund der Dopplung umbenannt: Remscheider Straße in Westhausener Straße, Westhausener Straße in Lehmkuhle, Mühlenstraße in Mühlendamm, Nordstraße in Waldstraße, Ritterstraße in Talsperrenstraße.:3
Nach zehnjähriger Planung und zwölf Monaten Bauzeit wurde am 11. August 1989 die neue Burger Wupperbrücke feierlich eingeweiht.
Seit jeher trat der Eschbach im Bereich Unterburg immer wieder über die Ufer und sorgte teils für beträchtliche Hochwasserschäden in dem kleinen Ort. Grund dafür war der enge und flache Verlauf des Baches unmittelbar durch den Unterburger Ortskern. Schon im Jahre 1997 wurde daher eine Tieferlegung des Bachbettes geprüft, die aus Umweltschutzgründen jedoch verworfen wurde. Nach einem weiteren starken Hochwasser im Jahr 2007 fiel ein Jahr später die Entscheidung, eine Tieferlegung des Bachbettes umzusetzen. 2016 begannen nach umfangreichen Vorplanungen die Bauarbeiten am Eschbach. Im Zuge der Baumaßnahmen, bei der neben der Tieferlegung des Bachbettes auch die Stützmauern saniert wurden, musste ab 2017 die Ortsdurchfahrt in Unterburg immer wieder gesperrt werden. Ab dem Jahr 2019 begann überdies die Sanierung der Ortsdurchfahrt, bei der auch die Gehwege und das Stadtmobiliar neu gestaltet wurden. Die Bauarbeiten an der Ortsdurchfahrt und am Hochwasserschutz konnten nach vier Jahren Bauzeit im Januar 2021 abgeschlossen werden.
Zu einem der verheerendsten Hochwasser in der Geschichte Unterburgs kam es Mitte Juli 2021 infolge eines Starkregenereignisses, das auch in anderen Teilen Westdeutschlands für Überschwemmungen sorgte. In der Nacht vom 14. auf den 15. Juli 2021 stiegen die Wasserpegel von Wupper und Eschbach in Unterburg auf eine Höhe von bis zu 4 m an, wodurch große Teile des Ortes überflutet wurden. Am meisten betroffen waren die Eschbach-, die Hasenclever- sowie Teile der Müngstener Straße und der Straße Mühlendamm, in der ein Wohnhaus vollständig unterspült wurde. Ein Teil der Eschbachstraße zwischen Burgtal und Kellershammer musste nach dem Hochwasser wochenlang gesperrt werden. Großen Schaden nahmen auch das Klärwerk Burg des Wupperverbands, die Alte Schlossfabrik sowie die direkt an der Wupper gelegene evangelische Kirche.

## Wappen
| Wappen von Burg an der Wupper | Blasonierung: „Geteilter Schild, oben in Silber einwachsender, nach rechts gewandter blaugekrönter roter Löwe, der in der rechten Pranke ein Schwert hält, unten in Gold ein sechsspeichiges schwarzes Rad (Vorbild: Freiheitssiegel).:5“ |
| Wappen von Burg an der Wupper | |

## Wirtschaft und Tourismus
Aufgrund der ungünstigen Bodenbeschaffenheit war die Burger Wirtschaft von Beginn an vom Textilgewerbe dominiert, die Landwirtschaft spielte stets eine untergeordnete Rolle. Das mutmaßlich älteste Gewerbe, das der Tuchmacher, wurde erstmals im Jahre 1490 erwähnt, als die Freiheit Burg das Zollbefreiungsprivileg erhielt, hatte aber sehr wahrscheinlich einige Zeit vorher bereits existiert. Das Tuchmachergewerbe war im 15. Jahrhundert bereits exportorientiert und hatte im 16. Jahrhundert seine Blütezeit. Vor allem abgesetzt wurde die Ware im Burger Umland, so etwa in Wipperfürth. Doch dem Gewerbe gelang es nicht, sich gegen die Konkurrenz zu behaupten, obwohl die Tuchmacher der Freiheit Burg unter herzoglicher Privilegierung standen.:12f.
In der Folge unternahm die Wirtschaft im 17. Jahrhundert daher einen Wandel hin zum Deckenmachergewerbe; im Jahre 1706 wurden die Privilegien der Tuchmacher auf die Deckenmacher übertragen. Die Rohstoffe für die Produktion kamen vor allem aus Hessen, Braunschweig und Westfalen (Wolle), Brabant und Holland (Öle) sowie Linz (Wascherde). Die fertigen Decken wurden vorrangig in Brabant abgesetzt, wurden aber auch nach Holland, Frankreich oder Jülich exportiert. Doch bedingt durch die Missachtung der Burger Zollfreiheit wanderten einige Deckenfabrikanten aus Burg seit der ersten Hälfte des 18. Jahrhunderts nach Brabant oder Jülich ab, dort entstanden wenig später die ersten Deckenfabriken. Hinzu kam die Anfang des 19. Jahrhunderts verhängte Kontinentalsperre, die den Export nach Holland oder Frankreich verbot. So gewann das Hausiergewerbe immer mehr an Bedeutung, bis die 1824 in Kraft getretene preußische Hausiergesetzgebung diesem Treiben ein Ende setzte. Dies führte zur Verarmung vieler Deckenmacher, daran änderte auch die Abschaffung der Regelung im Jahre 1869 nichts mehr, da die veraltete Produktion der Konkurrenz im Textilgewerbe kaum gewachsen war. Die wenigsten Betriebe unternahmen den Wandel hin zur industriellen Fertigung, so dass das Textilgewerbe schon am Ende des 19. Jahrhunderts in Burg kaum noch eine Rolle spielte.:13

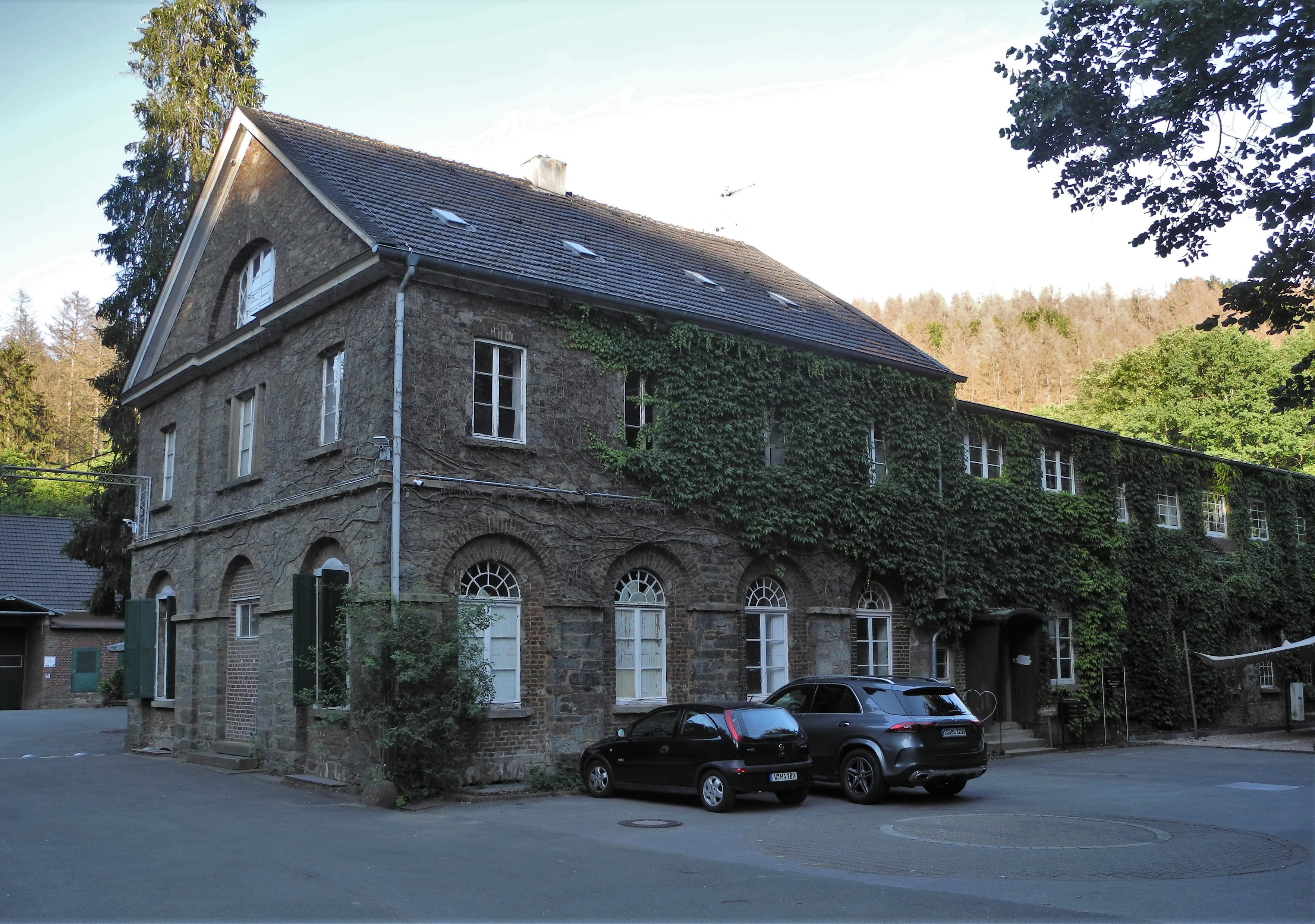
Eisengießerei Burgtal, heute Alte Schlossfabrik

Neben Tuch- und Deckenmachern fasste im 17. Jahrhundert auch die metallverarbeitende Industrie in Burg Fuß. So besaß im 17. und 18. Jahrhundert etwa eine Büchsenschmiede überregionale Bedeutung im Ort; als sogenannte Burger Läufe bezeichnet, machte die Qualität der Produkte dieses Betriebs von sich reden. Ende des 18. Jahrhunderts folgte der Niedergang für die Firma. Aber auch aus den an Eschbach und Wupper errichteten Schleifkotten und Hammerwerken entwickelten sich zum Teil einige Großbetriebe. So unter anderem der alte Kellershammer, aus dem eine Sensenfabrik hervorging, später wurden in der Fabrik durch die Solinger Firma Rasspe landwirtschaftliche Maschinenmesser produziert. Im Burgtal entstand im Jahre 1843 eine Fabrikanlage, die zunächst als Eisengießerei genutzt wurde. Nach Zerstörung im Revolutionsjahr 1848 wurde sie 1853 als Maschinenfabrik wieder errichtet und schließlich als Kugelfabrik genutzt. Diese Großbetriebe fingen den Verlust an Arbeitsplätzen in der Textilindustrie zu großen Teilen auf.:13
Seit dem Wiederaufbau des Schlosses spielt auch der Tourismus eine bedeutende Rolle, da an den nach Burg kommenden Touristen mit gastronomischen Betrieben und Hotels verdient wurde und wird. Bis in das 20. Jahrhundert wurden überdies die in Burg produzierten Brezeln im Hausiergewerbe vertrieben. Die großen Industriebetriebe im Eschbachtal fanden zumeist im ausgehenden 20. Jahrhundert ihren Niedergang. Teile der Fabrik im Burgtal werden seit 2013 als Veranstaltungshalle Alte Schlossfabrik betrieben. In der jüngeren Vergangenheit des Ortes sorgte auch die Erotikdiskothek Beverly für einen nennenswerten Fremdenverkehr, von dem vor allem die ansässigen Gastwirte und Hoteliers profitierten. Das Beverly wurde am frühen Morgen des 9. November 2014 durch einen Brandstifter entzündet und brannte im Laufe des Tages bis auf die Grundmauern nieder.

## Verkehr und Infrastruktur

### Verkehr
Lange Zeit war Burg durch heute stillgelegte Straßenbahnlinien von Solingen entlang der heutigen Landesstraße 407 und von Remscheid entlang dem Eschbach an die Nachbarstädte angebunden. Doch in den 1950er Jahren ersetzte der O-Bus von Solingen die Straßenbahn. Heute gibt es von Burg aus Busverbindungen in die Nachbarstädte Remscheid, Wermelskirchen und Burscheid, sowie nach Solingen und Höhrath.
Die Abfahrt Schloss Burg/Wermelskirchen an der Autobahn 1 liegt nur wenige Kilometer östlich von Burg entfernt.

#### Seilbahn

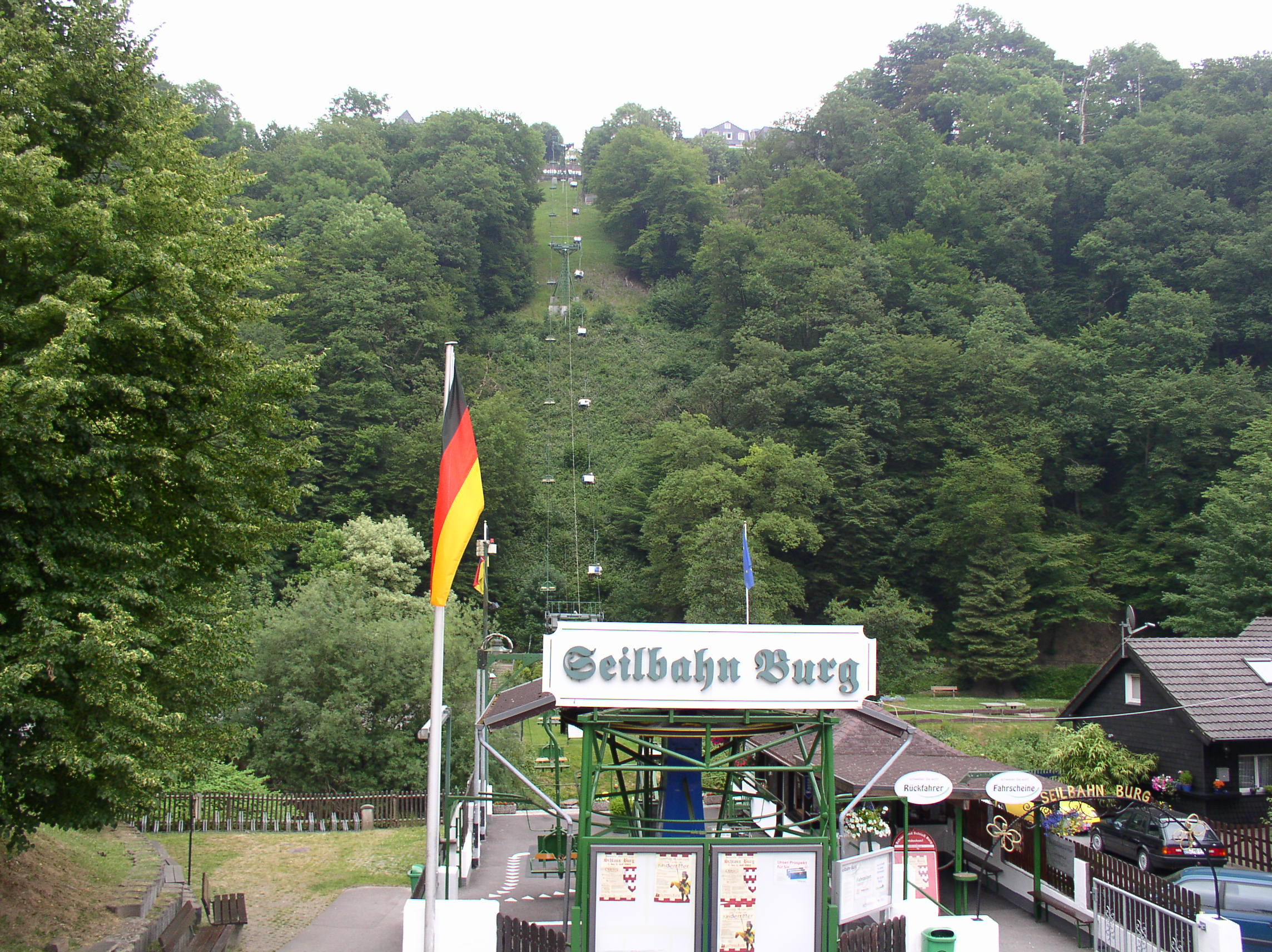
Seilbahn zum Schloss Burg

Zur raschen Bewältigung des Höhenunterschiedes zwischen Unterburg und dem Schloss gibt es mit der Seilbahn Burg auch eine Luftseilbahn. Seit 1952 steht sie Fußgängern neben einem Serpentinenweg ergänzend zur Verfügung. Sie wurde von Ernst Wilfer entworfen und transportiert pro Jahr etwa 200.000 Fahrgäste. Die Talstation befindet sich an der Hasencleverstraße in der Nähe des Rathauses, die Seilbahn überquert von dort zunächst die Wupper, bevor über einer steilen Wiese die rund 90 Höhenmeter überwunden werden. Die Bergstation befindet sich oberhalb des Steinwegs, mit dem Ausgang hin zum Schlossplatz. Die gesamte Fahrstrecke beträgt etwa 250 Meter.

#### Busverkehr
Der wichtigste Knotenpunkt im Busverkehr in Burg ist der Burger Bahnhof, der 2009 entlang der Landesstraße 407 im Eschbachtal zwischen Unter- und Oberburg eingerichtet wurde. Dort verkehren folgende Buslinien, wobei sich die angegebenen Taktzeiten auf die Hauptverkehrszeit von Montag bis Freitag beziehen.
| Linie | Linienverlauf | Betreiber | Takt   | Bussteig  |
| 266   | Wermelskirchen – Pohlhausen – Solingen-Burger Bahnhof                                                                                   | RVK       | 30 min | Steig 1   |
| 653   | Hasten – Remscheid Mitte – Zentralpunkt – Mannesmann – Ehringhausen – Solingen-Burg Aue                                                 | SR        | 60 min | Steig 1/4 |
| 654   | (Solingen-Burg –) RS-Reinshagen – Güldenwerth – Remscheid Mitte – Neuenkamp – Bökerhöhe – Lennep Mitte – Lüttringhausen Mitte – Klausen | SR        | 60 min | Steig 1   |
| 683   | Wuppertal-Vohwinkel Bahnhof – Gräfrath – Graf-Wilhelm-Platz – Bahnhof Mitte – Krahenhöhe – Stadtwald – Burger Bahnhof                   | SWS       | 30 min | Steig 2   |
| 689   | Burg Aue – Burg Brücke – Burg Schloss – Höhrath                                                                                         | SWS       | 60 min |           |

#### Obus-Drehscheibe

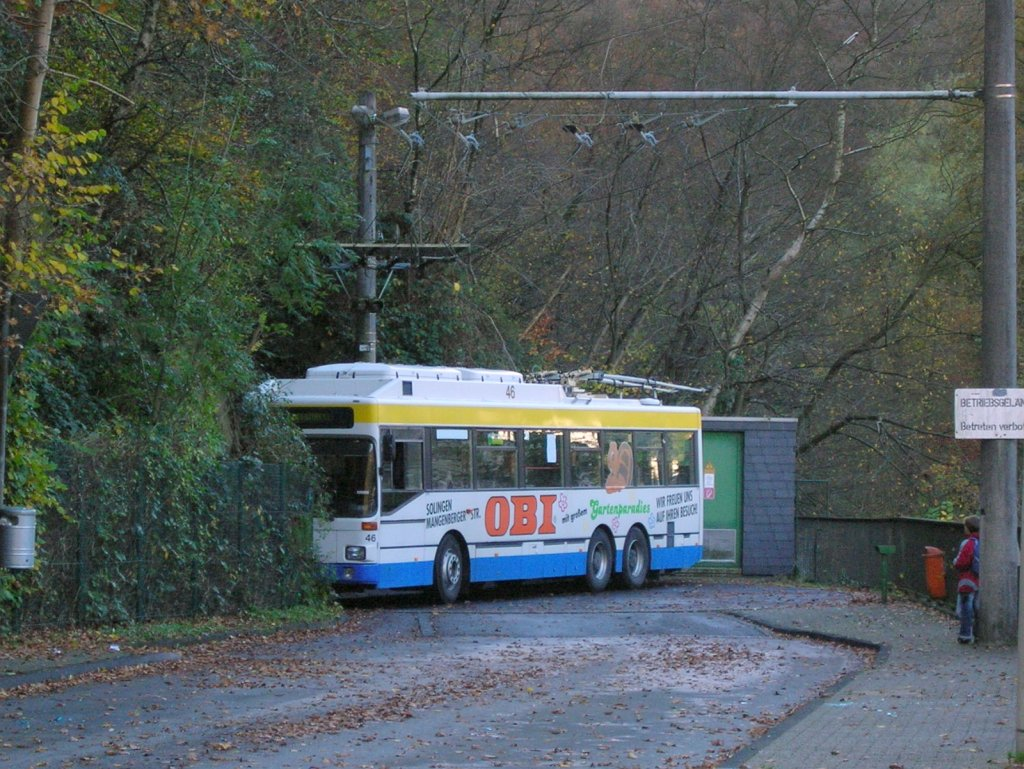
Die O-Bus-Drehscheibe in Unterburg

Eine Kuriosität des Solinger Oberleitungsbusbetriebes bildet seit ihrer Einrichtung die Drehscheibe Unterburg. Als Ende der 1950er Jahre der Umstieg von der Straßenbahn auf den Obus umgesetzt wurde, tat sich in Unterburg ein Platzproblem bedingt durch die Wupper auf der einen und einen Steilhang auf der anderen Seite auf. Die Straßenbahnlinie 3 von Solingen musste zuletzt vor der Burger Brücke enden, da diese im Zweiten Weltkrieg zerstört worden war. Dort nutzte man zur Platzersparnis eine Kuppelendstelle, das heißt der Triebwagen umfuhr auf einem Parallelgleis die Waggons und wurde in der anderen Richtung angehängt, um die Fahrt in der Gegenrichtung fortzusetzen.
Dies ist bei Bussen nicht möglich, so dass im Jahre 1959 als Wendemöglichkeit für Oberleitungsbusse eine elektrisch betriebene Drehscheibe eingerichtet wurde. Am 2. Dezember 1959 wendete der erste Obus planmäßig auf der Drehscheibe. Ihr Einsatz endete zum 15. November 2009, nachdem die Obuslinie 683 bis zum Burger Bahnhof auf die andere Seite der Wupper verlängert worden war. Seither wird die Drehscheibe ausschließlich für Museumsfahrten des Obus-Museums Solingen genutzt.

### Infrastruktur

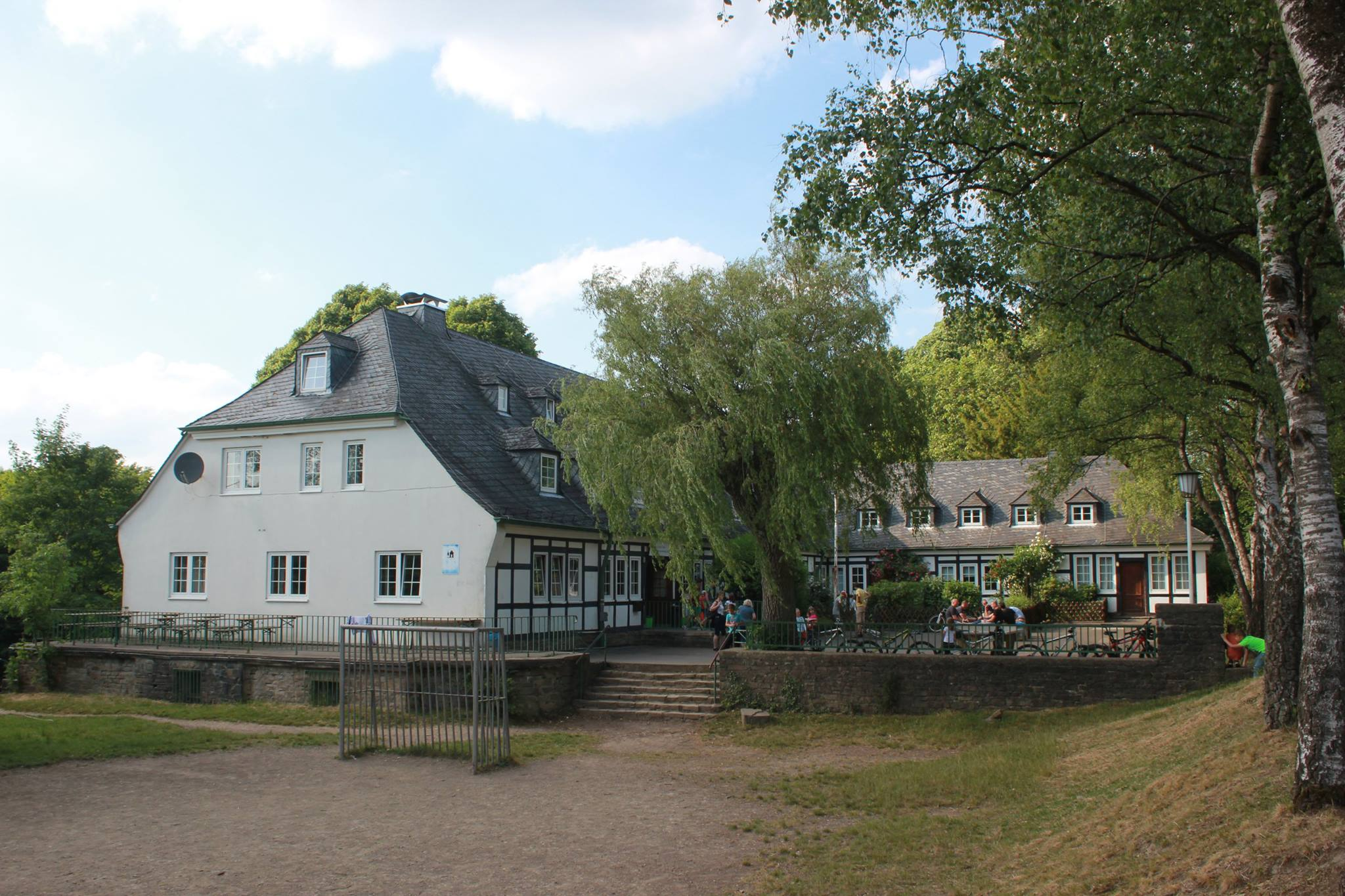
Ehemalige Jugendherberge Oberburg

In Oberburg unweit des Schlosses war auch eine Jugendherberge ansässig, die im September 2018 geschlossen wurde.
Es befinden sich um Burg zahlreiche ausgewiesene Wanderwege, darunter auch ein Waldschadenspfad. Die Wege sind teilweise unbefestigt und steil, was der Topographie und den Höhenunterschieden zwischen beiden Ortsteilen geschuldet ist.

## Kultur und Sehenswürdigkeiten

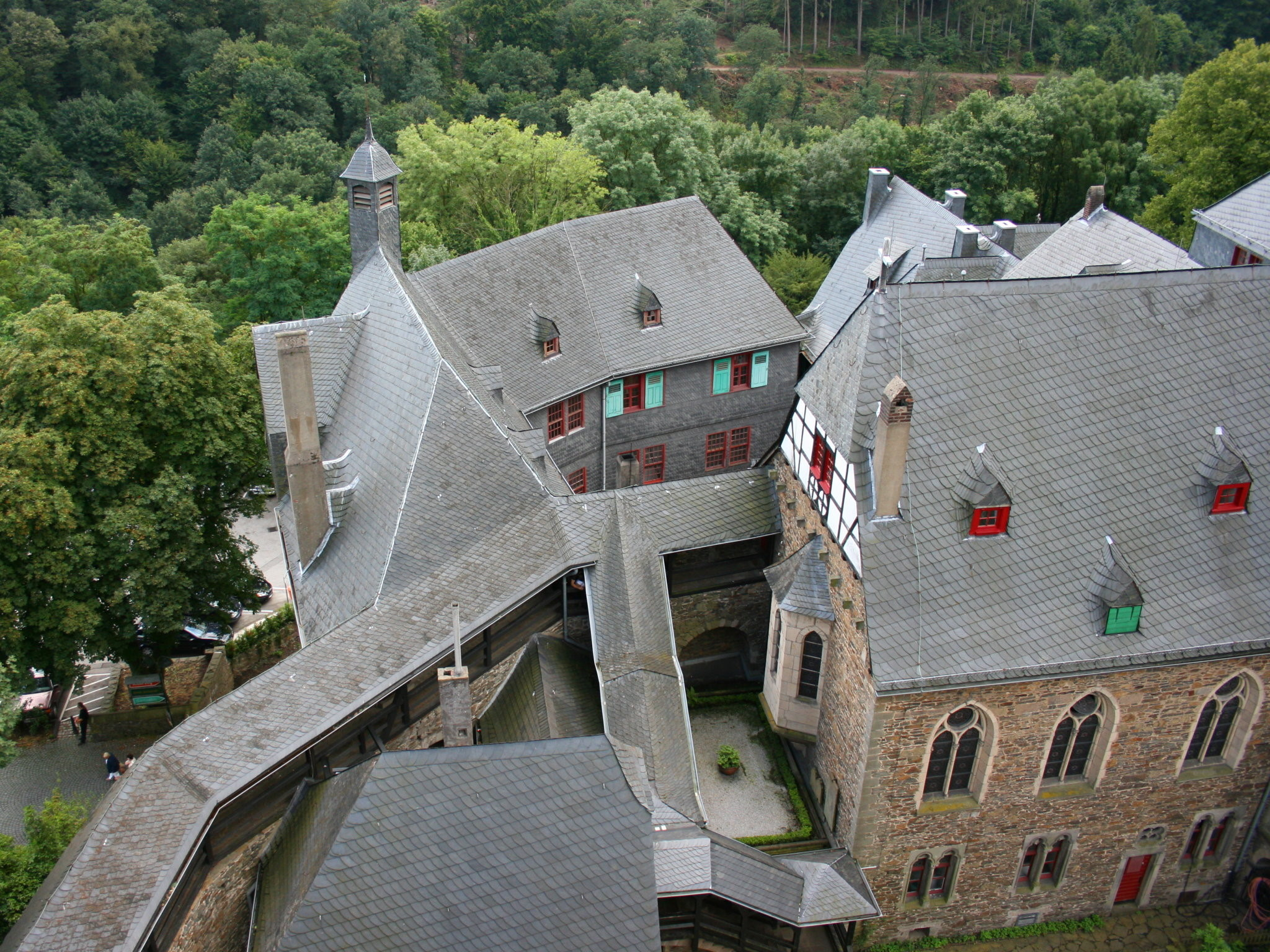
Blick vom Bergfried auf das Schloss

### Bauwerke

#### Schloss Burg
Schloss Burg ist die den Stadtteil Oberburg dominierende Burganlage aus dem Hochmittelalter, die zwischen 1887 und 1914 vollständig historisierend rekonstruiert wurde. Die Burg ist heute die größte wiederhergestellte Anlage ihrer Art in Nordrhein-Westfalen und besteht aus zahlreichen Einzelbauten und Ummauerungen. Um ihren Erhalt kümmert sich noch heute der Schlossbauverein. Schloss Burg beherbergt das Bergische Museum, das in den Räumlichkeiten der Burg die Geschichte der Grafen von Berg präsentiert. Im Batterieturm des Schlosses ist die Gedenkstätte des Deutschen Ostens und der Vertreibung untergebracht.
Eine beliebte Möglichkeit, den Bund der Ehe zu schließen, besteht zudem direkt auf der Burg, wo das Standesamt Solingen in der Kemenate untergebracht ist.

#### Wohngebäude

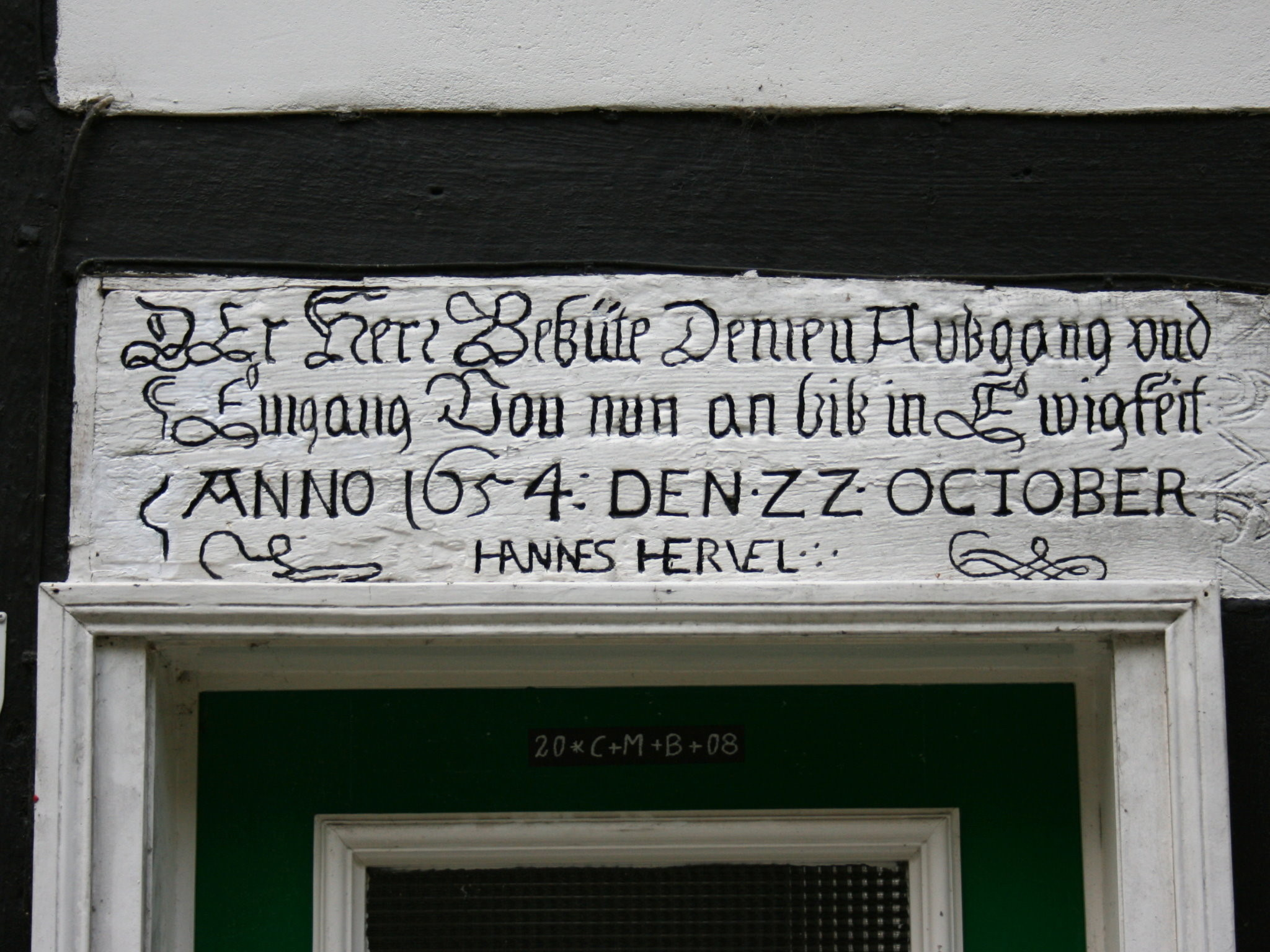
Inschrift über der Tür eines Unterburger Fachwerkhauses

Der alte Kern von Unterburg an der Eschbach-, der Müngstener-, der Schloßbergstraße und der Straße Mühlendamm sowie Teile Oberburgs (überwiegend Wermelskirchener Straße, Steinweg und Schlossplatz) bestehen aus Fachwerk- und Schieferhäusern des Bergischen Stils. Für diese Bautradition üblich sind die grünen Fensterläden, im Bergischen Schlagläden genannt, schwarzes Ständerwerk und weißes Lehmgefache, sowie grau-schwarze Schieferfassaden und/oder Bruchsteinsockel. Die ältesten Fachwerkhäuser wurden im 17. Jahrhundert, einige nach dem letzten großen Stadtbrand im Jahre 1653, errichtet, so zum Beispiel das Brezelbäckerhaus. Unterburg ist seit 2013 durch eine Denkmalbereichssatzung vor größeren baulichen Veränderungen geschützt, einen weiteren Denkmalbereich bildet schon seit früheren Jahren das Gebiet um das Schloss in Oberburg, siehe dazu auch die Liste der Baudenkmäler in Solingen. Insgesamt befinden sich rund 75 Baudenkmäler in Ober- und Unterburg.
Das Gebäude der ehemaligen Kameralmühle befindet sich am Ufer des Eschbachs, am Beginn des heutigen Mühlendamms. Das erste Fachwerkgebäude brannte im Jahre 1633 nieder, wurde aber wieder aufgebaut. 1756 war der Zustand des Gebäudes so schlecht, dass es der damalige Pächter Johannes Fischer in Ziegelbauweise neu errichten ließ. Der Mühlenbetrieb wurde 1871 eingestellt und in dem Gebäude eine Deckenfabrik eingerichtet. Später zog eine Schleiferei für Solinger Klingen dort ein, heute wird das Gebäude als Wohnhaus genutzt.:116f. Seit dem Jahre 1999 steht es unter Denkmalschutz.

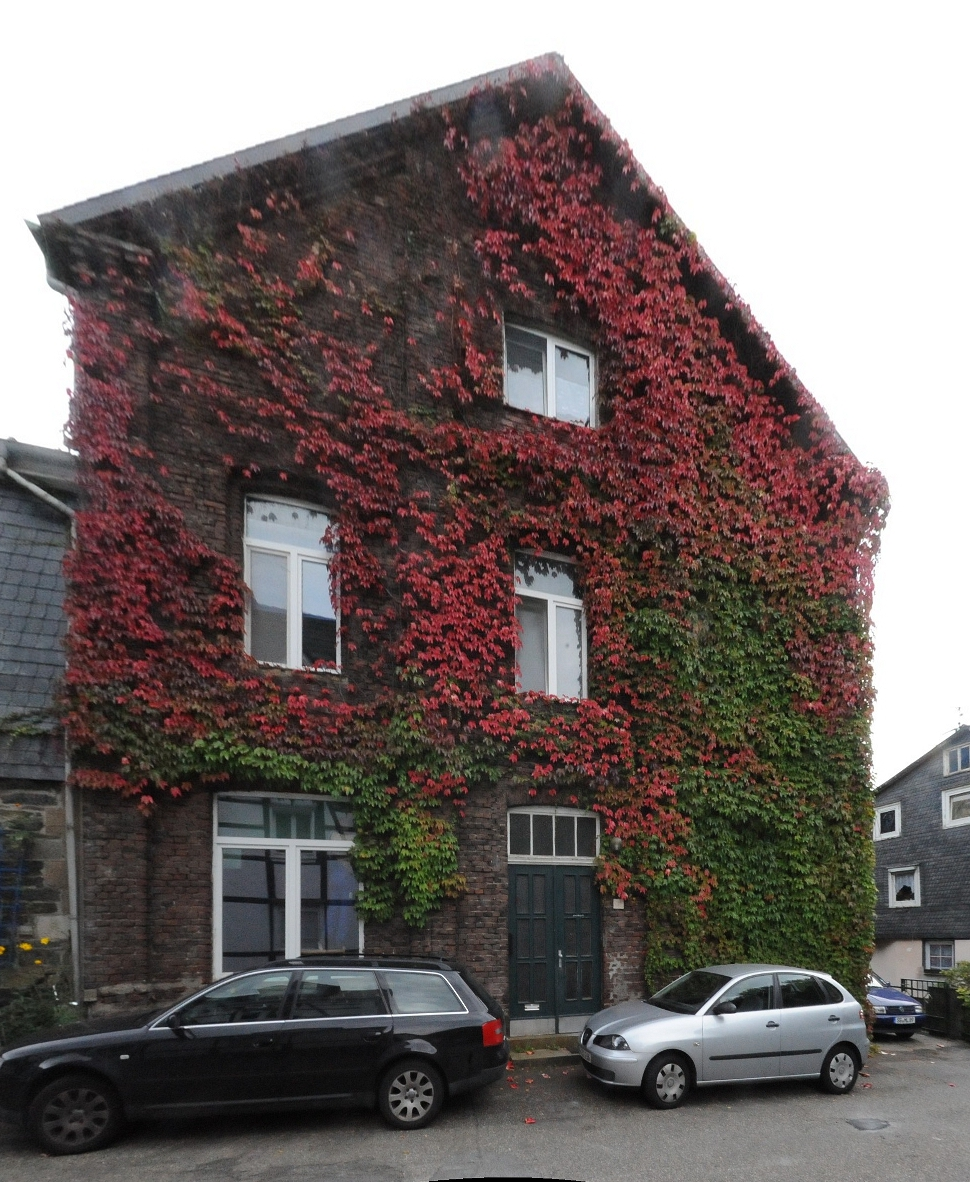
Ehemalige Kameralmühle
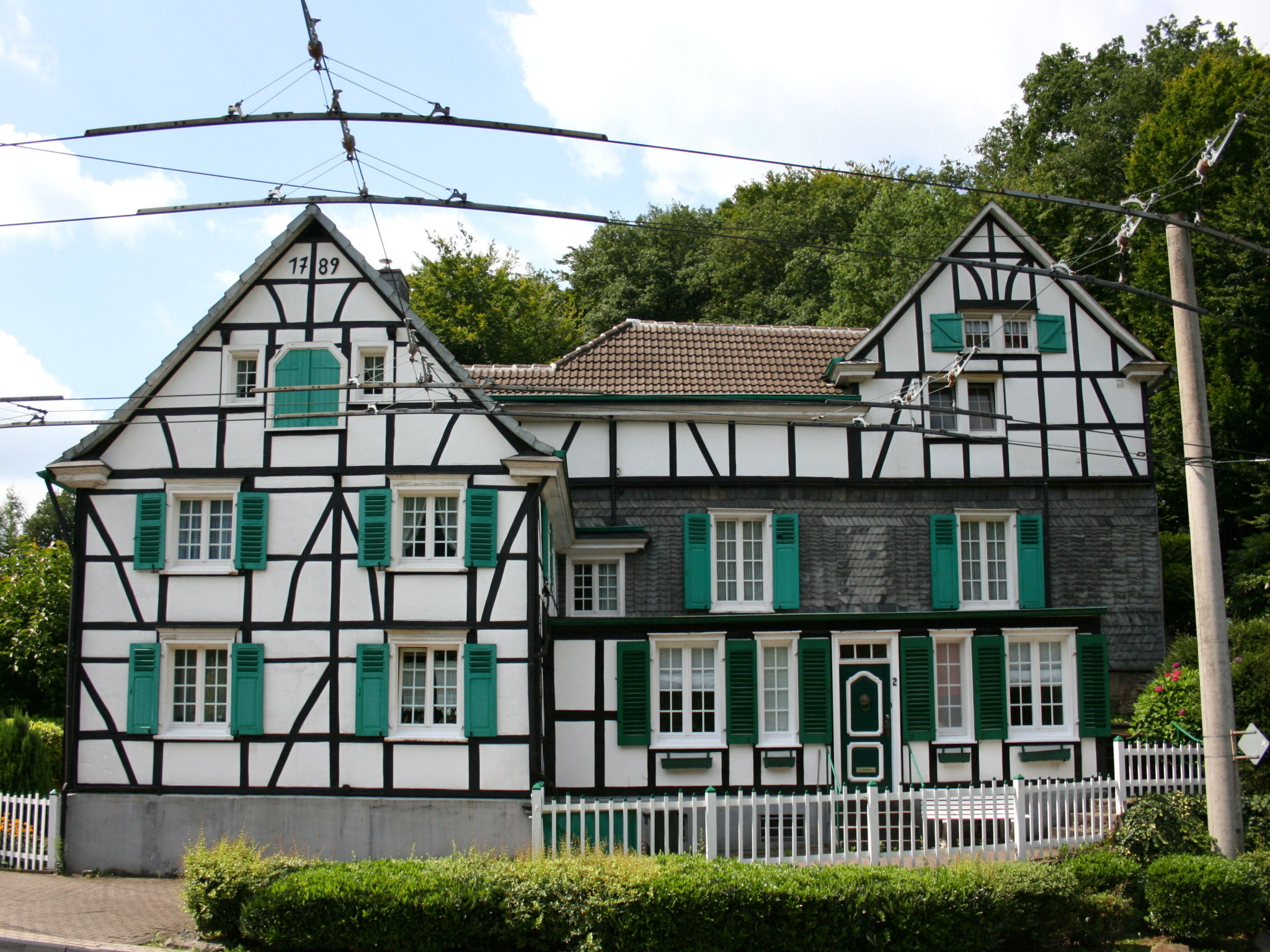
Fachwerkhauskomplex an der Solinger Straße
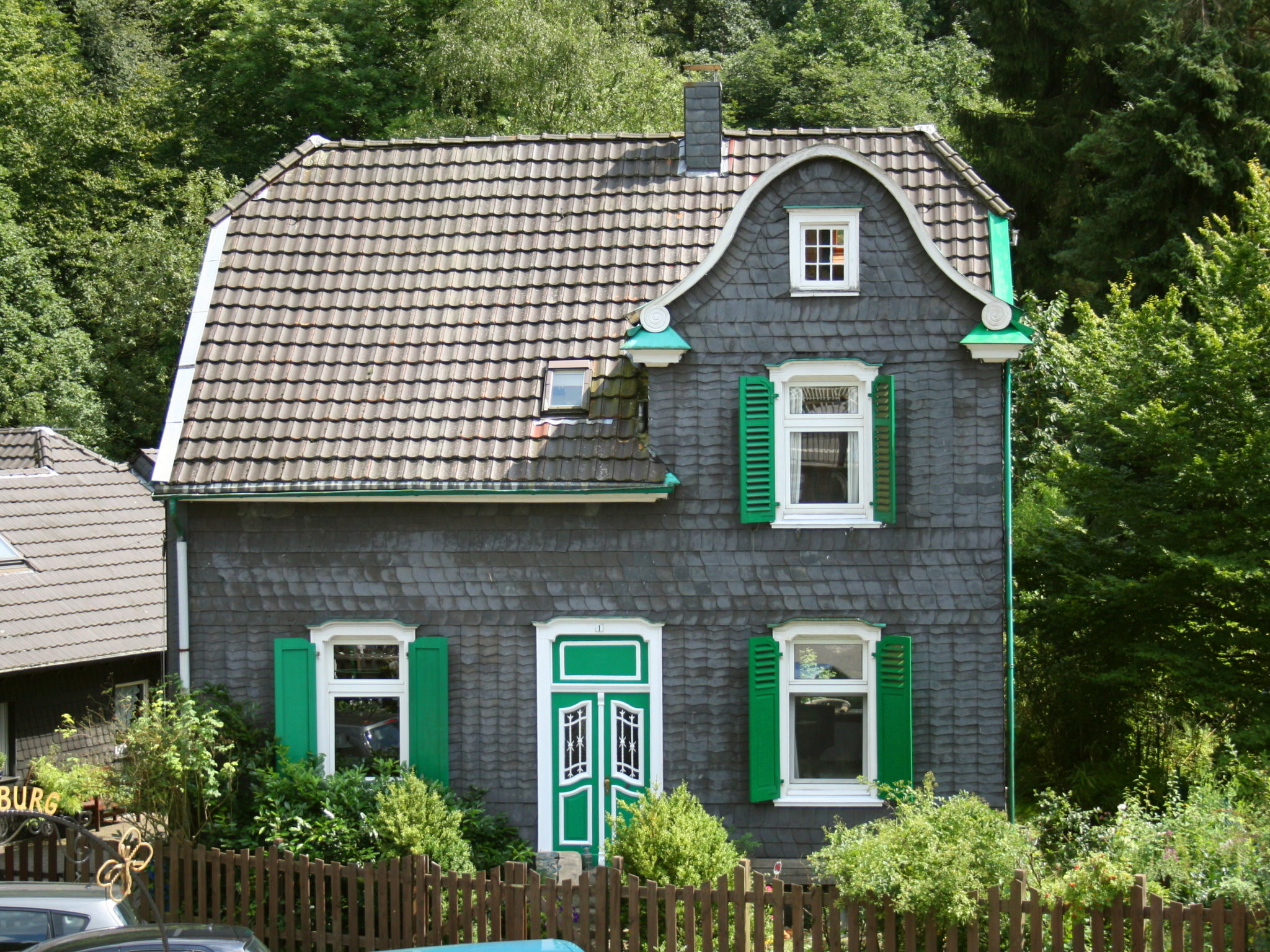
Schieferhaus an der Hasencleverstraße
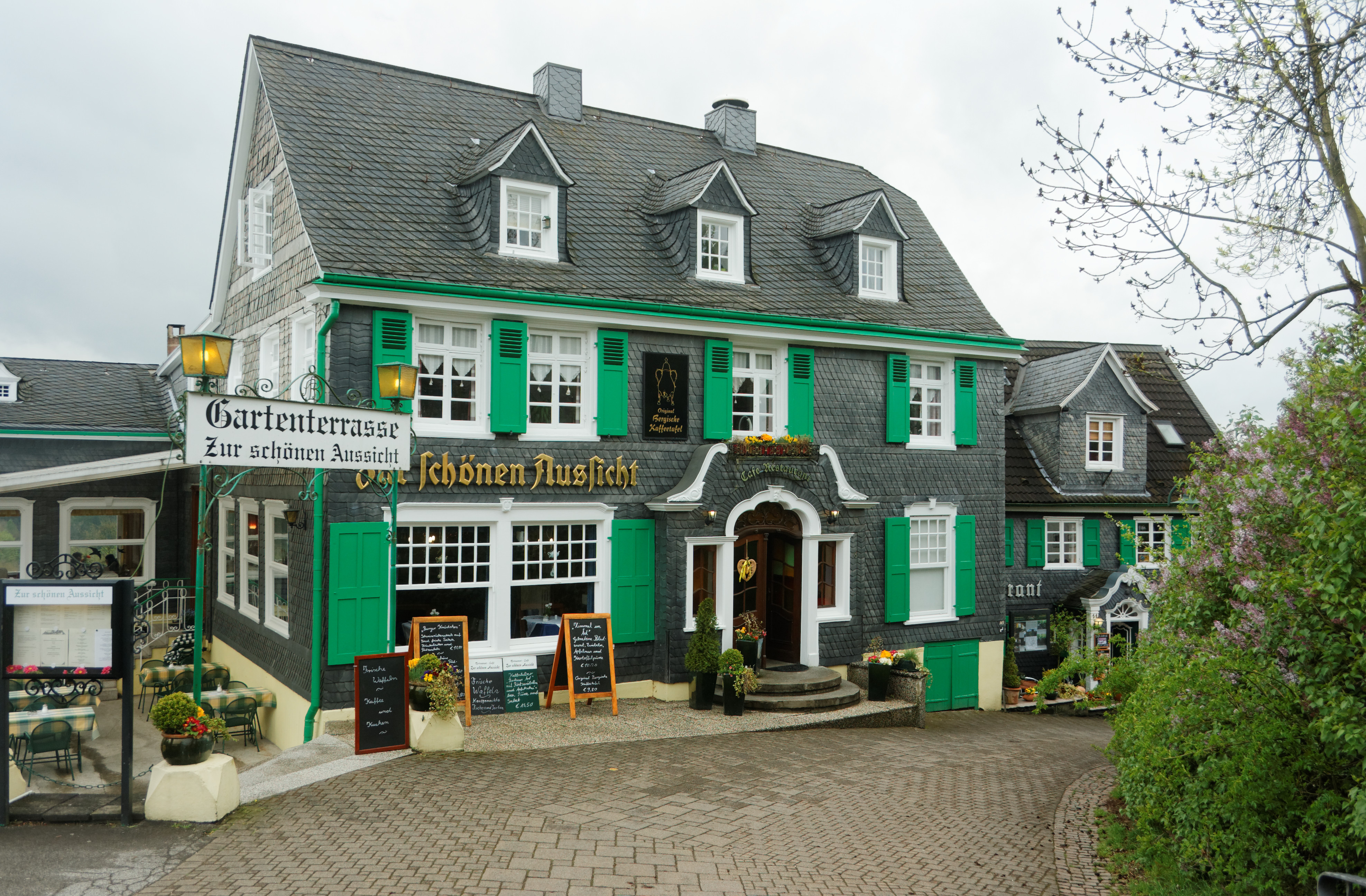
Schieferhäuser am Schlossplatz
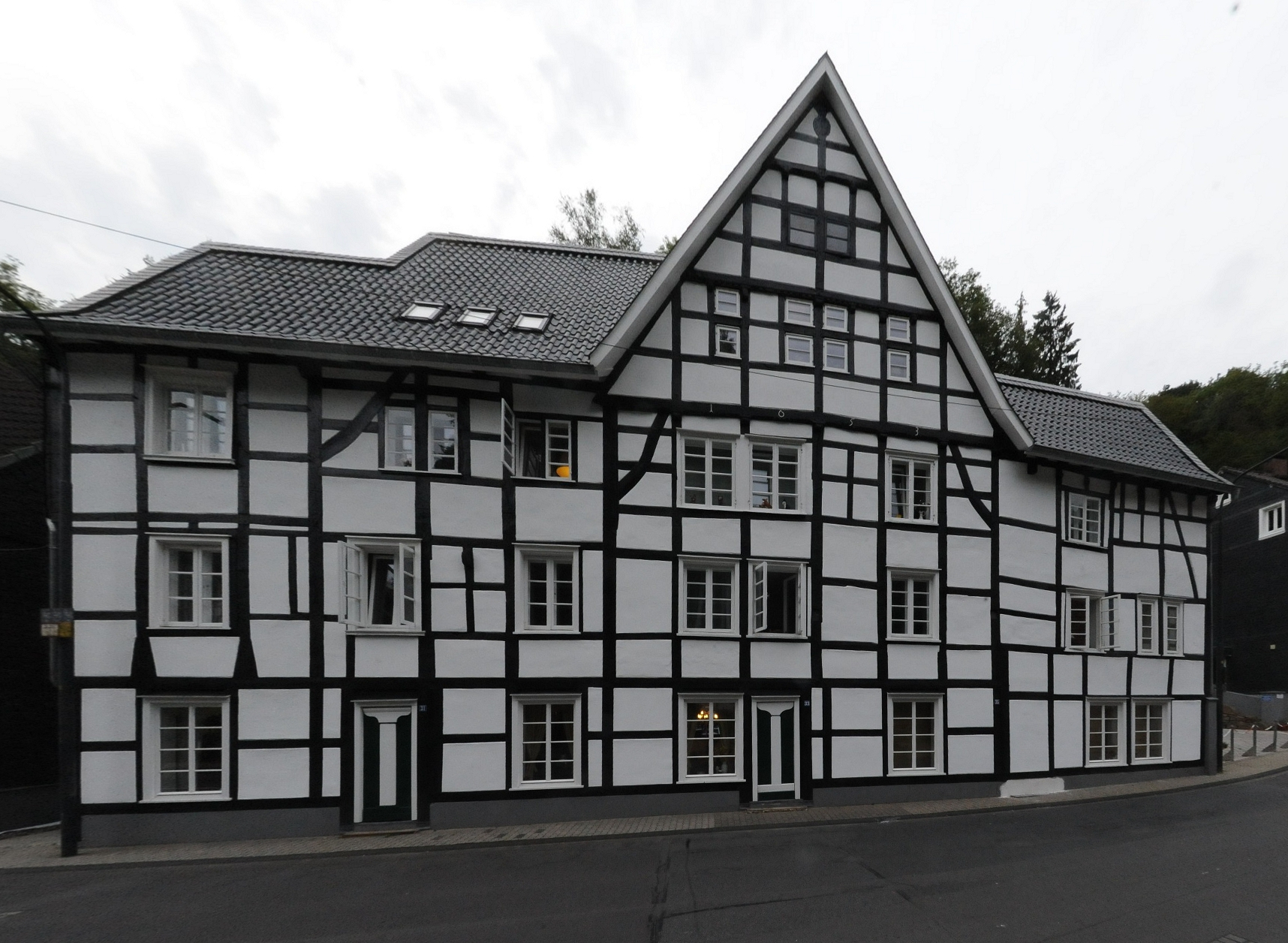
Brezelbäckerhaus an der Eschbachstraße
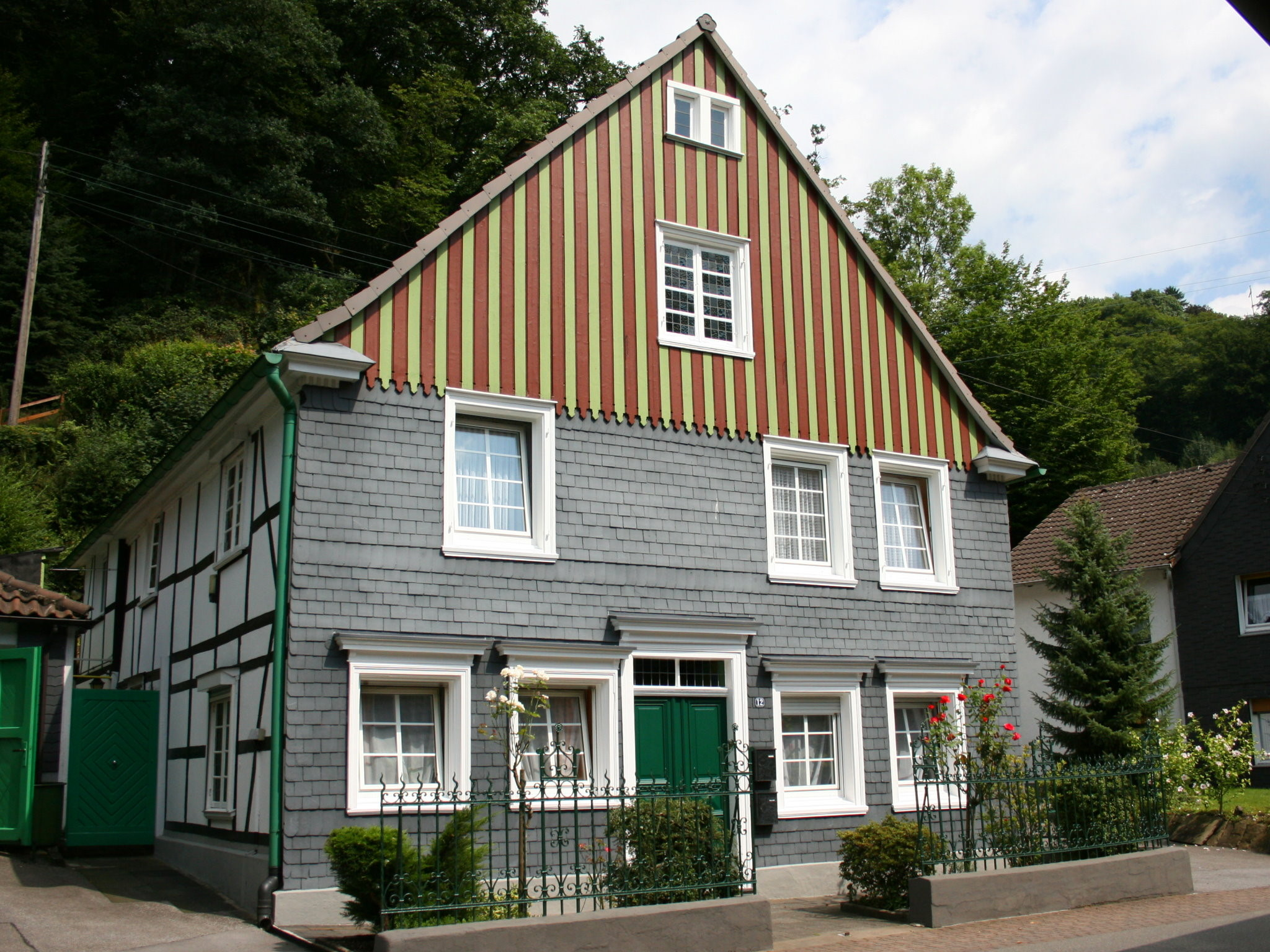
Teils verschiefertes Fachwerkhaus an der Müngstener Straße

In und um Burg finden sich zudem drei repräsentative Fabrikantenvillen aus der Zeit zwischen 1890 und 1914. Die wohl prominenteste ist die Villa Breckerfeld an der Hasencleverstraße, deren Bauherr im Jahre 1911 der Wolldeckenfabrikant Wilhelm Breckerfeld war. Sie präsentiert sich mit zahlreichen Ausbauten, dem hohen Dach, den vielfach versprossten Fenstern, dem verschieferten Obergeschoss mit Zierfachwerk in den Giebeln und bergisch-grünen Fensterläden als malerisches Beispiel des Neubergischen Stils und steht seit 1984 unter Denkmalschutz. Sie ging vermutlich nach dem Ersten Weltkrieg in den Besitz der Familie oder Feilenfirma Georg Niebch & Söhne über.:125f. Der Gründer ebendieser Firma, Georg Niebch sen., hatte bereits im Jahre 1905 am unteren Ende der Hasencleverstraße eine Fabrikantenvilla errichten lassen. Es handelt sich um einen zweieinhalbgeschossigen, steil proportionierten, nüchtern verputzten Bau mit Zierfachwerk in den Giebelfeldern.:125
Weit außerhalb Burgs, dem Verlauf der Eschbachstraße in Richtung Remscheid folgend, befindet sich die 1904 erbaute Villa Steffens. Das in einsamer Lage am Steilhang des Eschbachtals errichtete Bauwerk, thront oberhalb zweier Stützmauern gegenüber der sogenannten Neufabrik. Es handelte sich dabei ursprünglich um ein Walzwerk für stählerne Sägebleche, das im Jahre 1839 durch den Remscheider Kaufmann Daniel Hasenclever gegründet wurde. Nach dem Verkauf der Fabrik durch Hasenclevers Erben, gelangte sie in den Besitz des Fabrikanten Ernst Albert Steffens’, der dort Maschinenmesser produzieren ließ. Das Haus besteht aus einem hohen Souterrain-, einem Haupt- und einem Dachgeschoss. Stilistisch vereint es Elemente der altdeutschen Bürgerhäuser und erste Anzeichen für eine Abkehr von den malerischen Gestaltungsprinzipien des Villenbaus im ausgehenden 19. Jahrhundert.:181ff.

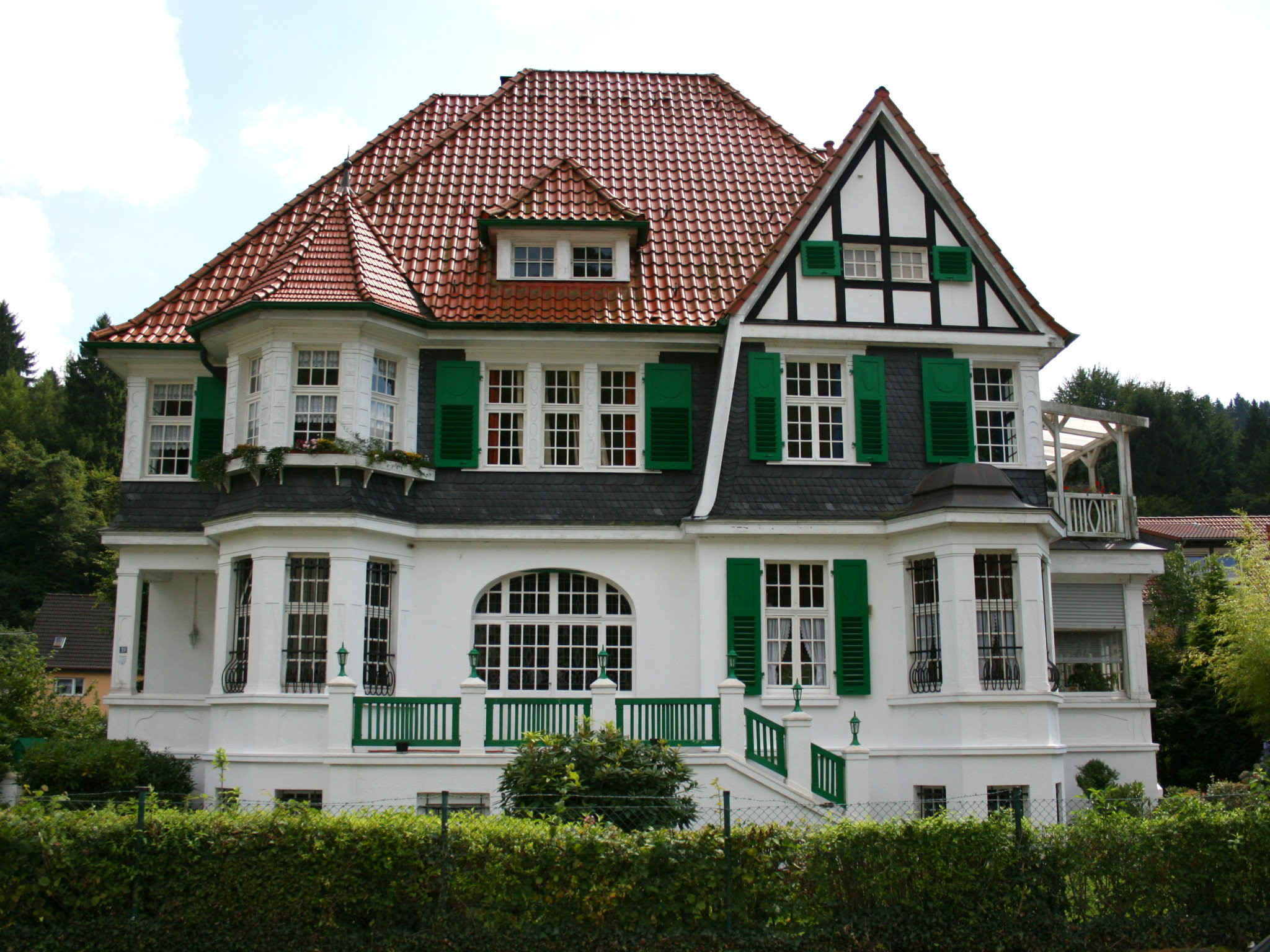
Villa Breckerfeld
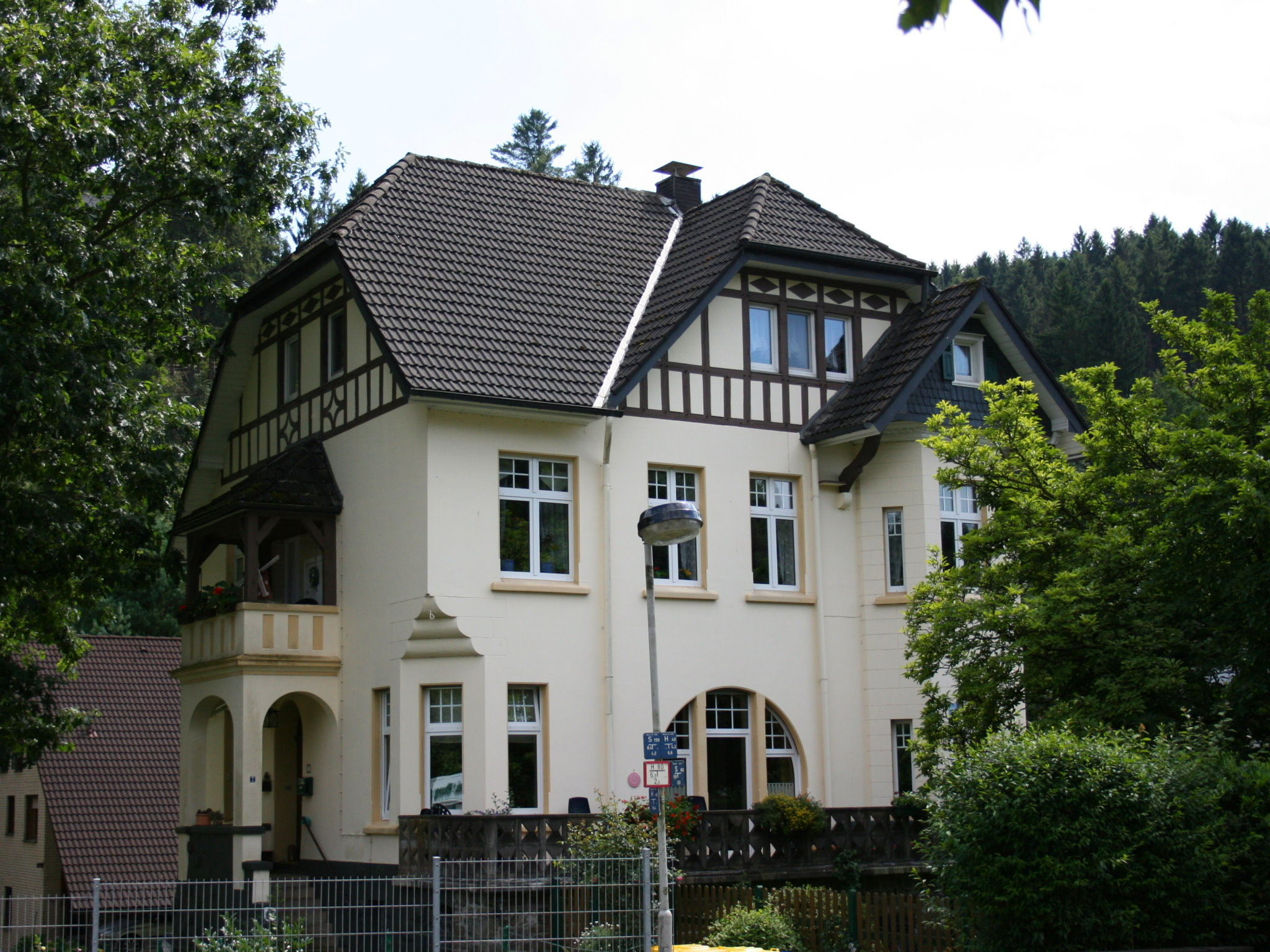
Villa Niebch
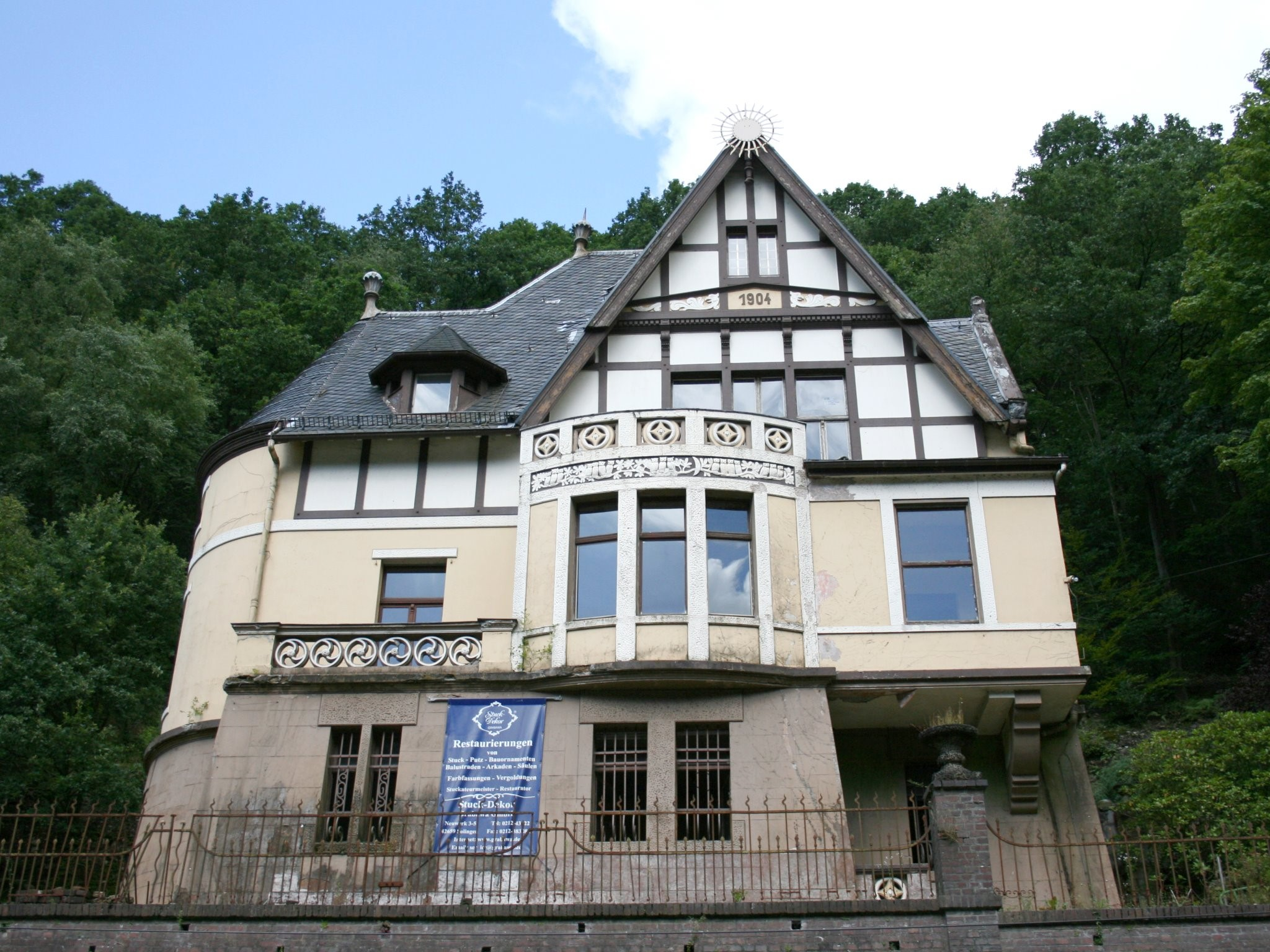
Villa Steffens

#### Sakralgebäude

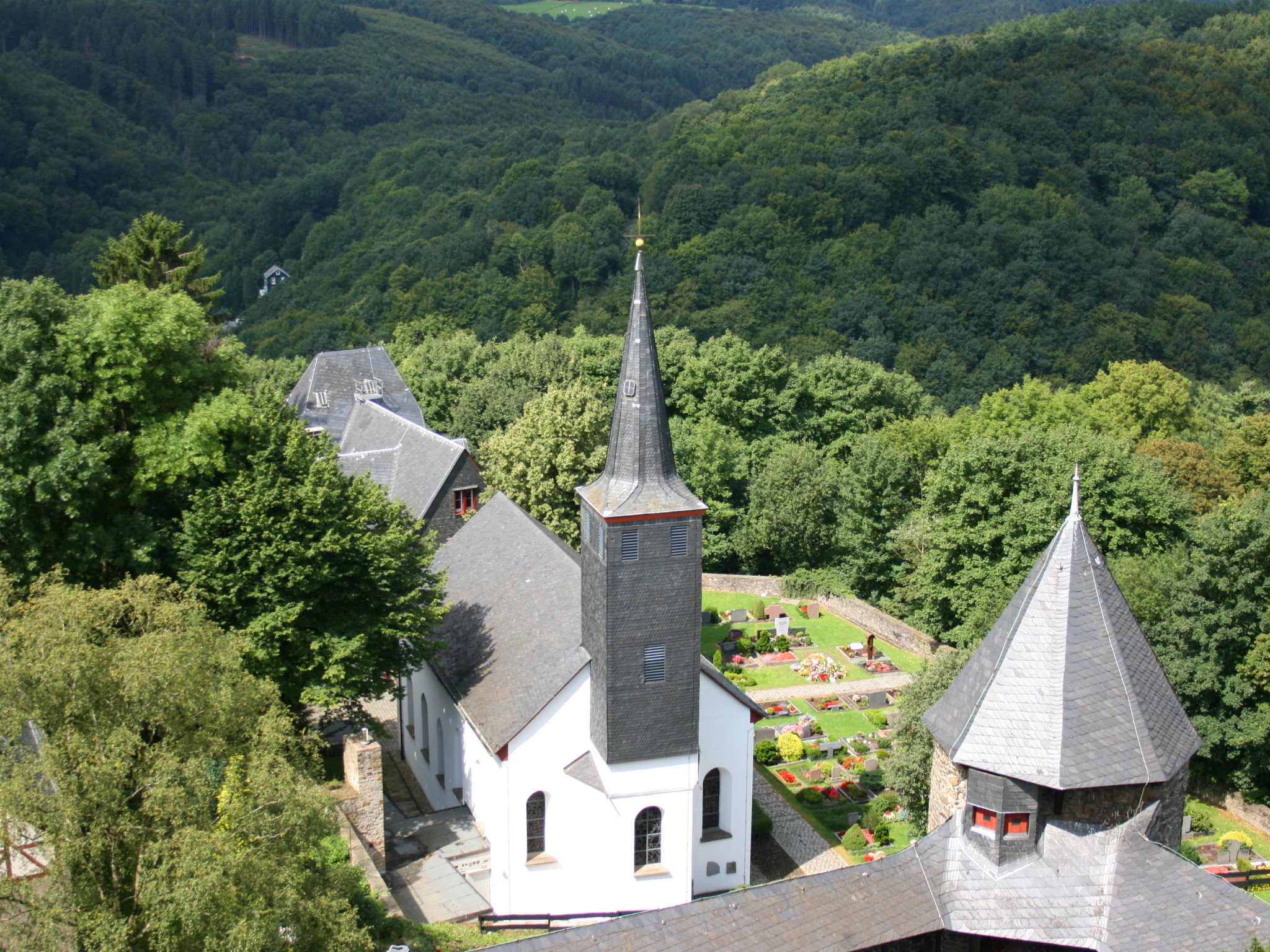
Katholische Kirche

In Burg gibt es zwei Kirchen. Die katholische Pfarrkirche St. Martinus befindet sich am Schlossplatz in Oberburg. Sie ist die ehemalige Kirche der Johanniter-Kommende und wurde wohl vor 1200 errichtet. Bei der Zerstörung Schloss Burgs wurde auch sie zu großen Teilen zerstört. Im Jahre 1648 musste beim Wiederaufbau der Westteil neu errichtet werden. 1771 erhielt sie ihren heutigen Chorturm.
Nach der konfessionellen Spaltung des Ortes wurde Unterburg den Lutheranern überlassen. Aus den Resten des zerstörten Schlosses wurde zwischen 1731 und 1735 die evangelische Kirche am Wupperufer an der Müngstener Straße. Es handelt sich um einen schmucklosen Bruchsteinsaal mit Turm, der im Jahre 1787 hinzugefügt wurde. Neben der Kirche befindet sich der 1744 angelegte und 1854 geschlossene alte evangelische Friedhof.
In Oberburg auf einer Wiese nördlich der Hahnstraße an der Ecke zur Wermelskirchener Straße stand bis etwa 1830 zudem eine kleine, der Gottesmutter geweihte Kapelle. Sie ist in der Urkatasterkarte noch als Viereck mit einer halbrunden Apsis eingezeichnet. Gemäß den Katasterbüchern gehört die Wiese bis heute der katholischen Gemeinde. 1729 stiftete Freiherr Johann Bernhard von Franken, ein Sohn der Erbauer, eine so genannte Erbrente von 72 Talern auf sein freiadeliges Gut Kastein im Amt Mettmann. Die eigentliche Kapelle ist vor 1698 von Joh. Bernh. von Franken, kurpfälzischer Richter und Kellner zur Burg, verheiratet mit Anna Hasenclever, erbaut worden und wurde nach 1830 wegen Baufälligkeit abgerissen. Die früher im Dachreiter untergebrachte Glocke der Kapelle wird heute noch als Stundenglocke der Schlossuhr von Schloss Burg genutzt.

#### Sonstiges

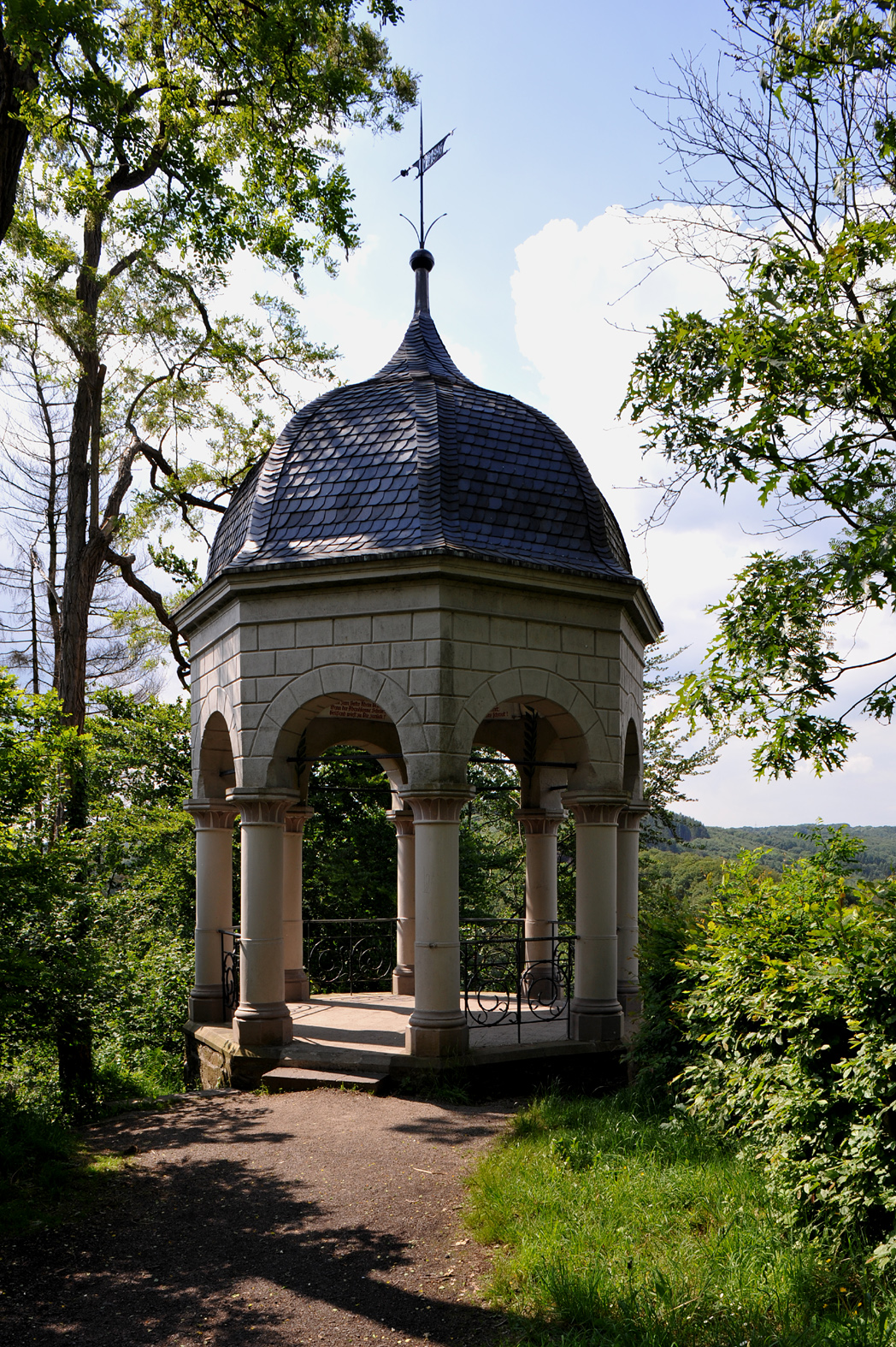
Diederichstempel Burg

In Sichtweite des Schlosses befindet sich einer der beiden Diederichstempel. Der Burger Tempel wurde 1896 als Aussichtsplattform von dem Remscheider Fabrikanten August Diederichs errichtet. Es handelt sich um einen achteckigen Turm im Stil der Neuromanik. Auf dem städtischen Burg-Friedhof, bis 2015 ein evangelischer Friedhof, an der Burger Höhe befinden sich eine Kriegsgräberstätte sowie mehrere denkmalgeschützte Grabmale und Grabplatten.
Unweit des Ortes Burg befinden sich außerdem zwei weitere Sehenswürdigkeiten:
- Sengbachtalsperre, Solinger Trinkwassertalsperre, südlich von Burg bei Höhrath gelegen
- Müngstener Brücke, höchste Eisenbahnbrücke Deutschlands, wenige Kilometer nördlich Burgs gelegen

### Regelmäßige Veranstaltungen
Die jährlich wiederkehrenden oder sonst regelmäßigen Veranstaltungen in Burg werden in erster Linie durch die Aktionen im Schloss dominiert. Dort finden zum Beispiel der Ostermarkt, die Ritterspiele, der historische Mittelaltermarkt und der Adventsbasar statt. Jährlich finden auch Kulturveranstaltungen der Landsmannschaften Pommerns und Ostpreußens zu Gunsten der Gedenkstätte der Vertreibung im Batterieturm von Schloss Burg statt. Auf der Wupperinsel in Unterburg findet seit Herbst 2014 freitags ein Wochenmarkt statt.

### Burger Brezel

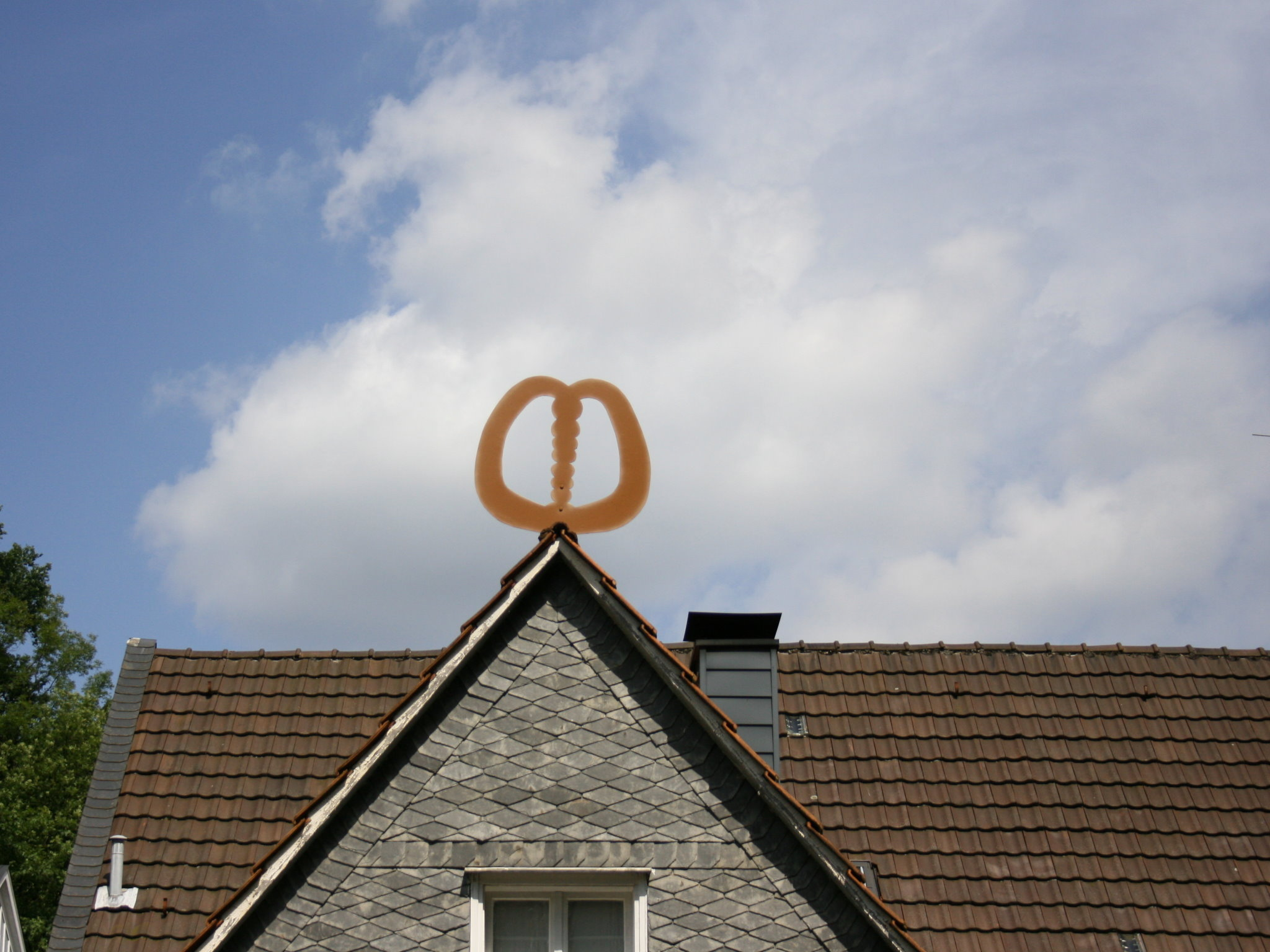
Burger Brezel auf dem Dach eines Unterburger Hauses

Eine bekannte Spezialität mit Tradition in Burg ist die Burger Brezel. Früher gab es eine ganze Reihe von Brezelbäckern, die das besondere Gebäck herstellten. Ebenfalls typisch für Burg sind die sogenannte Bergische Kaffeetafel wie auch die Bergischen Waffeln mit Milchreis, Kirschen, Sahne oder Vanilleeis; beide Gerichte werden traditionell noch immer angeboten und sind vielerorts in Burg erhältlich. So war es beispielsweise nach dem Zweiten Weltkrieg bis in die 1970er Jahre üblich, den Familienausflug mit der Kaffeetafel zu krönen.
Den Vorplatz der Sparkasse in Unterburg schmückt das Denkmal eines Brezelbäckers. Es wurde im Jahre 1989 anlässlich des 100-jährigen Bestehens des Verschönerungsvereins Burg an der Wupper von dem Verein und der Stadt-Sparkasse Solingen gestiftet.

## Persönlichkeiten
- Beatrix von Berg, durch Heirat Kurfürstin von der Pfalz, (1360–1395). Grab und Epitaph in der Stiftskirche (Neustadt an der Weinstraße) erhalten.
- Johann Bernhard von Francken (1668–1746), kurpfälzischer Gesandter und Minister
- Julius Schumacher (1827–1902), Ehrenbürger, Gründer und Vorsitzender des Schlossbauvereins
- Ernst Urbach (1872–1927), in Burg geborener Musiker
- Hans-Joachim Becke (1915–2000), Brigadegeneral des Heeres